# Saint-Thégonnec
Saint-Thégonnec [sɛ̃tegɔnɛk], ou Sant-Tegoneg en Breton, est une ancienne commune du département du Finistère, dans la région Bretagne, en France, fusionnée à partir du 1er janvier 2016 avec Loc-Eguiner-Saint-Thégonnec pour former la commune de Saint-Thégonnec Loc-Eguiner.

## Géographie
La commune de Saint-Thégonnec se situe dans le Finistère Nord, à environ 50 km de Brest, sur le plateau du Léon. Le bourg domine la vallée du fleuve côtier, la Penzé. Saint-Thégonnec est desservie par la voie ferrée électrifiée Paris-Brest via Rennes et Morlaix ; la voie express N 12 Paris-Rennes-Morlaix-Brest passe également par la commune.

## Toponymie
On rencontre les appellations suivantes : Ploeyber Riual (vers 1330), Ploeyber Riual Saint Egonneuc (vers 1450), Ploeyber Sanct Egonnec (en 1467 et en 1557), Saint Thégonnec (en 1693).
Le nom de la commune proviendrait de saint Quonocus ou Toquonocus (Quonoc, Coquonoc ou Toquonoc), par déformation ensuite saint Connec, saint Conec ou Thégonnec (saint Conec ou Conoc, compagnon de Paul Aurélien, dont la forme hypocoristique en vieux breton est Toconoc, devenu Tégonnec (appelé ici Thégonnec). D’après la légende, saint Thégonnec, chassé du hameau de Tréfeuntec (en Plonévez-Porzay) dont il était originaire, se replia à Plogonnec qui lui rendit hommage en le prenant comme éponyme.

## Histoire

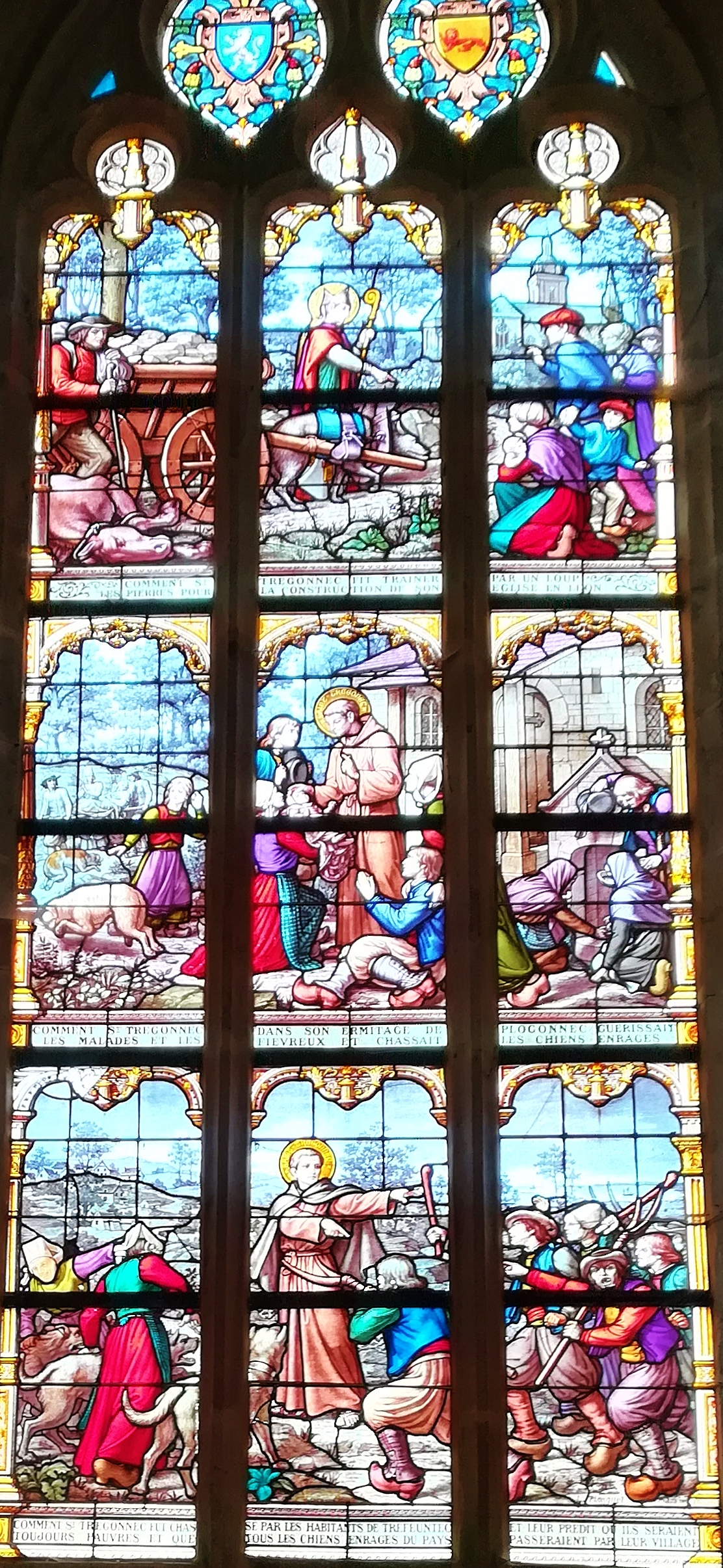
Plogonnec : église paroissiale Saint-Thurien, vitrail de saint Thégonnec légendé : "Comment saint Trégonnec fut chassé par les habitants de Tréfeuntec et leur prédit qu'ils seraient toujours pauvres et que tous les chiens enragés du pays passeraient par leur village".

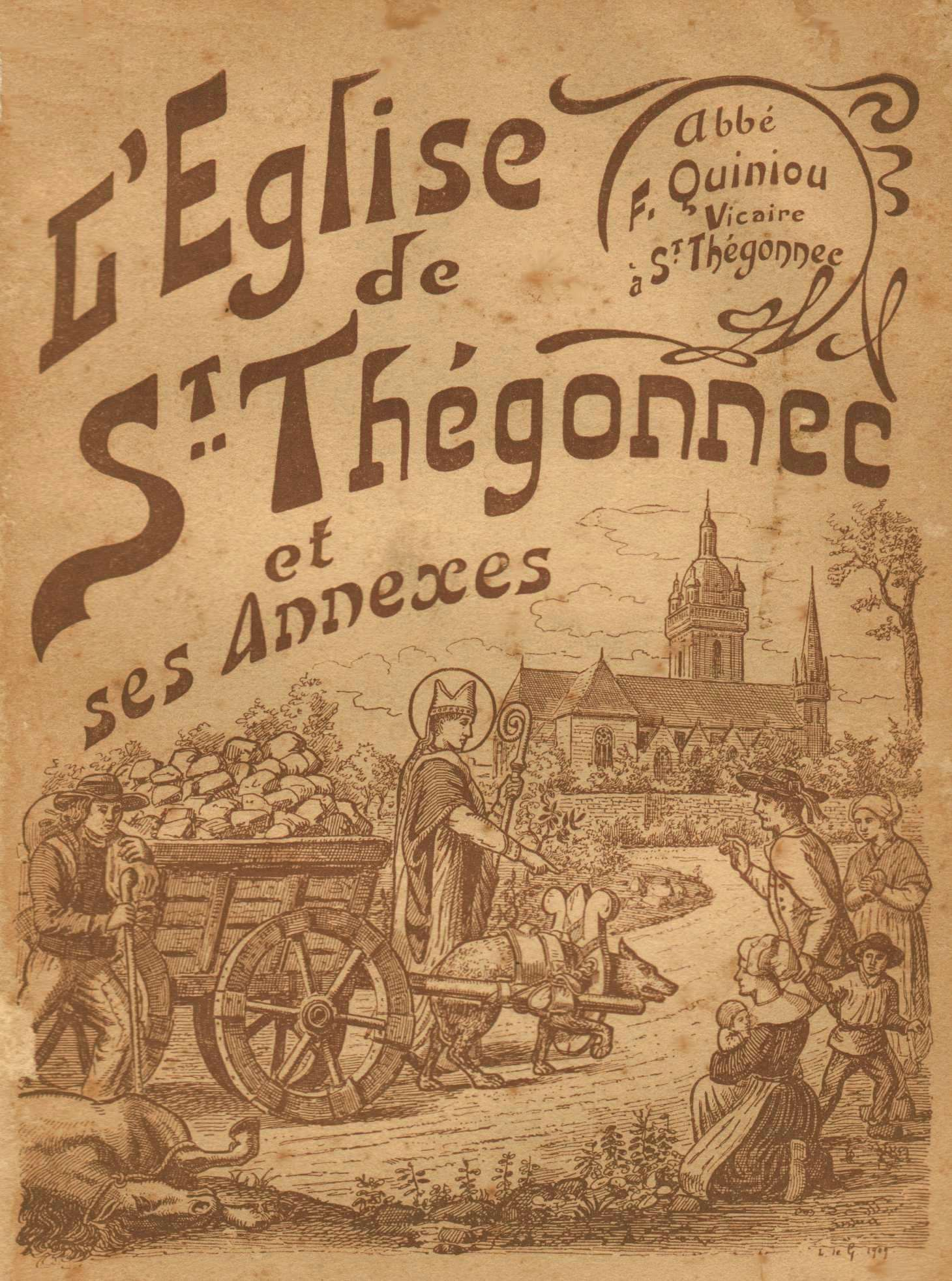
Couverture du livre de l'abbé François Quiniou.

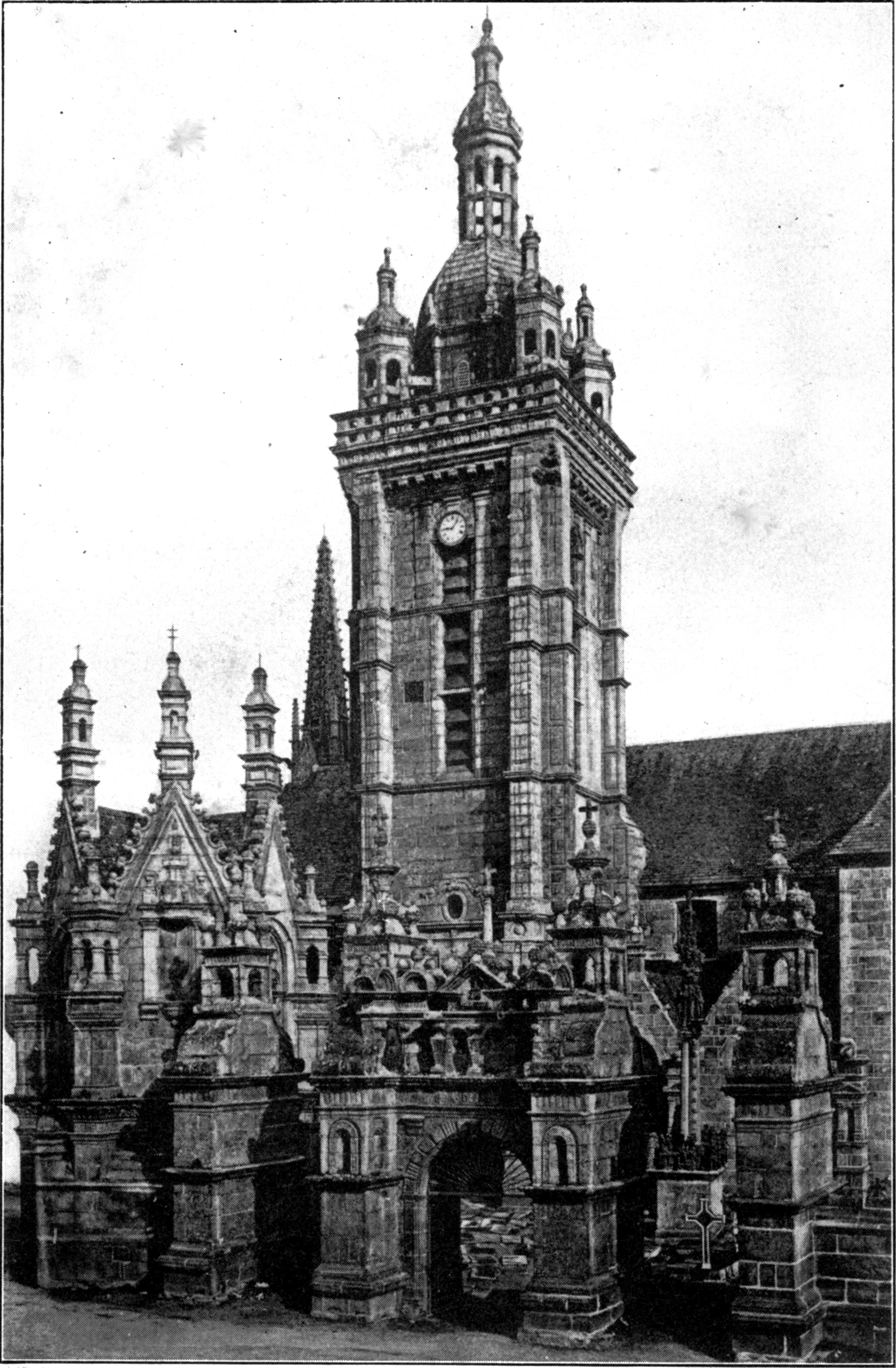
L'église de Saint-Thégonnec en 1909 (François Quiniou).

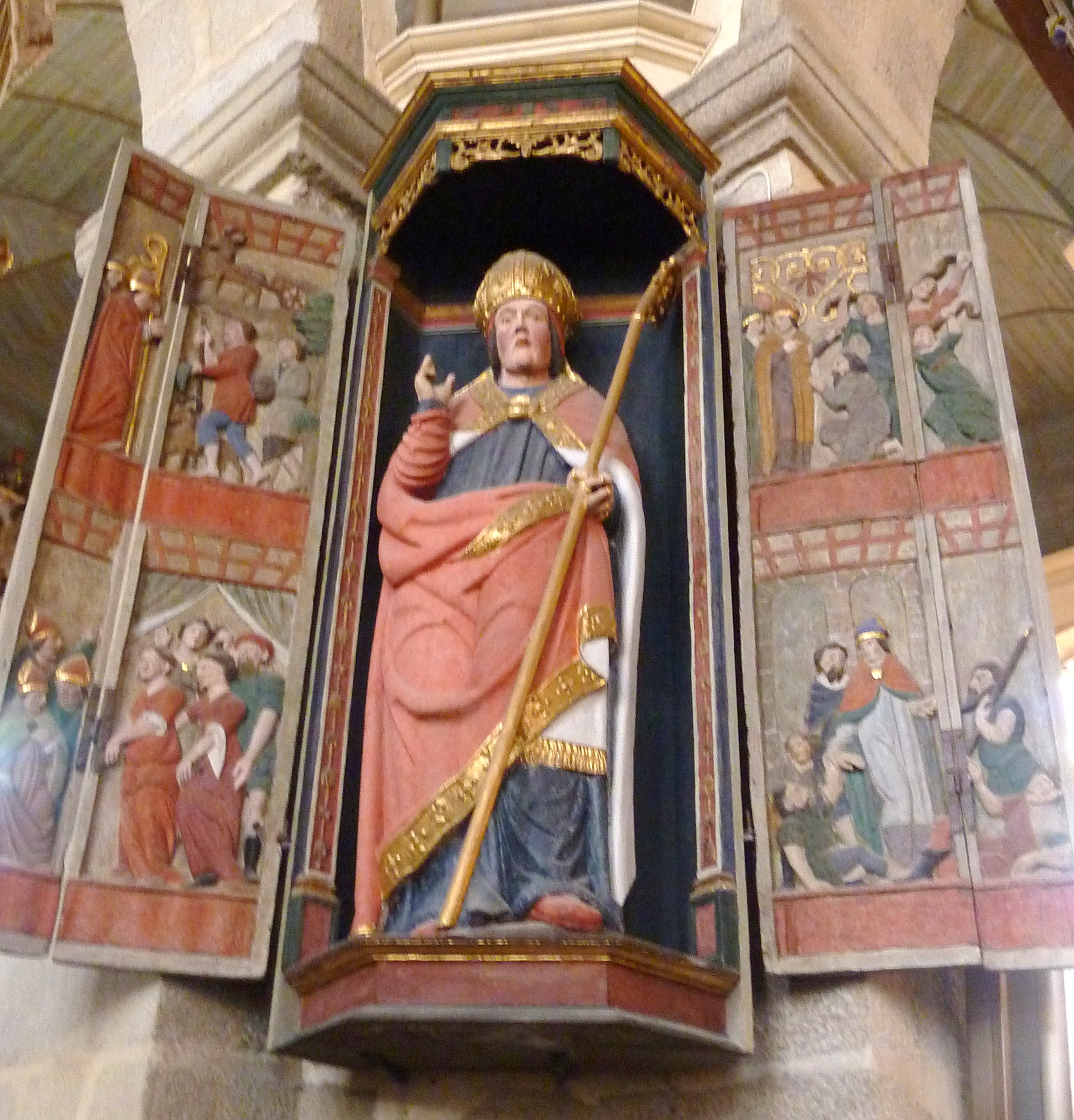
Le triptyque de saint Thégonnec dans l'église paroissiale Notre-Dame.

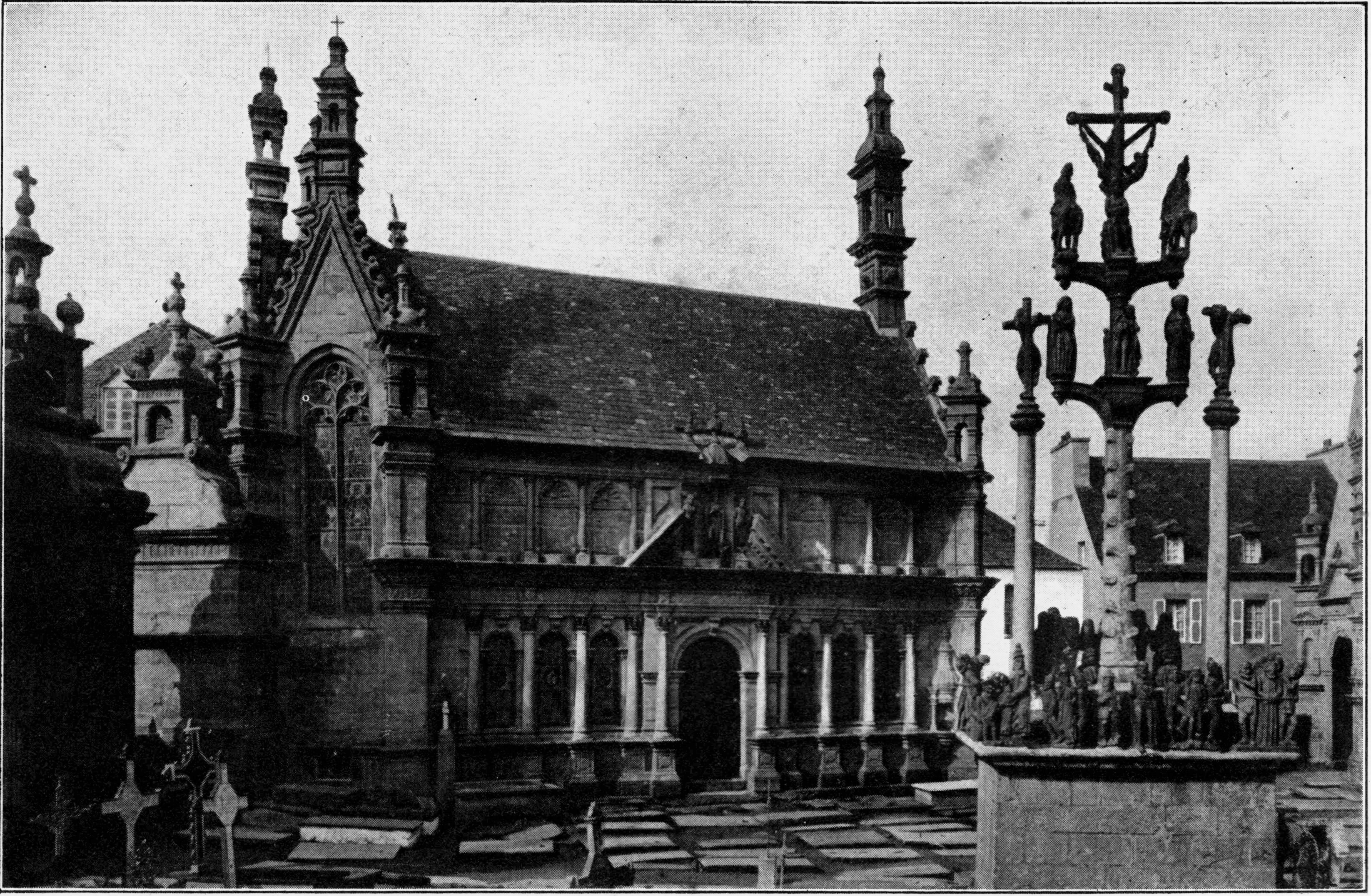
L'ossuaire en 1909 (François Quiniou).

Saint-Thégonnec est issu de la partition de la paroisse primitive de Ploe-Iber, qui à partir du VIe siècle regroupait Saint-Thégonnec, Saint-Martin des Champs, Sainte-Sève, Pleyber-Christ et la partie ouest de Morlaix. Le démembrement de cette ancienne vaste paroisse eut lieu en deux temps en 1128 et 1180.

### La vie légendaire de saint Thégonnec
Disciple de Paul Aurélien et qui serait comme lui venu au VIe siècle de l'île de Bretagne (actuelle Grande-Bretagne) pour évangéliser l'Armorique. Selon une autre tradition, il serait né à Tréfentec, village de l'actuelle commune de Plonévez-Porzay et aurait construit un ermitage à Plogonnec avant de devenir un disciple de saint Guénolé, abbé de l'abbaye de Landévennec qui l'aurait ensuite envoyé prêcher dans le Léon. Lobineau, dans sa Vie des saints en fait même un saint mythique, qui n'aurait jamais existé. La localité de Pleugueneuc en Ille-et-Vilaine a la même origine.
Selon la tradition paroissiale, Thégonnec reçut un accueil enthousiaste de la population locale avec quelques exceptions toutefois : un jour qu'il avait soif, des habitants du village du Bougès lui refusèrent un verre d'eau. En représailles, le saint prononça un anathème "Boujès a voujezo. Biken dour mad n’iien devezo" ("Les sources de Bougés peuvent être abondantes, mais jamais il n’en sortira une bonne eau". Par contre il bénit les habitants du Herlan où il reçut une hospitalité généreuse. Ce serait l'origine de la source du Stivel, fontaine longtemps vénérée : les jeunes filles venaient encore au début du XXe siècle y jeter des épingles pour trouver un mari.
D'après la légende, Thégonnec avait apprivoisé un cerf avec lequel il allait chercher des pierres dans la montagne à Plounéour-Ménez pour construire la première église. Un loup ayant agressé et tué son cerf, Thégonnec convainquit le loup de se laisser atteler au chariot pour finir le transport des pierres. Ce miracle incita la population à l'aider dans l'œuvre entreprise. Un autre miracle permit de décider de l'emplacement de la construction de l'église. La statue au-dessus de l'entrée principale de l'église représente cette légende, ainsi qu'une sculpture du calvaire de l'enclos paroissial. Saint Thégonnec y est représenté avec une bête à cornes attelée et était considéré localement comme protecteur des ruminants, concurremment à saint Herbot et saint Cornély.
Thégonnec devint peut-être par la suite évêque au Pays de Galles même si sa trace précise se perd : les statues le représentant dans l'église de la paroisse le montrent habillé en évêque, mais ses reliques ne sont vénérées nulle part.

### La construction par étapes de l'église paroissiale
L'église actuelle de Saint-Thégonnec, bâtie à l'emplacement de la première église, appartient à plusieurs époques échelonnées de 1520 à 1667 environ. Le petit clocher a été achevé en 1563, mais par rivalité avec l'église voisine de Pleyben, les paroissiens décidèrent en 1599 la construction d'un second clocher beaucoup plus imposant. Le clocher-porche de style Beaumanoir date de 1653 ; les statues en kersantite qui l'ornent ont été réalisées par Roland Doré en 1625.
En 1670, le bas de l'église est exhaussé pour permettre la mise en place des orgues et enfermer ainsi le petit clocher jusqu’aux galeries entre les deux nouveaux pans de mur. En 1714 la nef principale et l’abside reçurent l’élévation qu’elles ont actuellement.
L'essentiel de l'édifice a été réalisé en "granite de la montagne" de Plounéour-Ménez, mais une quinzaine de types de pierre ont été mises en œuvre au cours des différentes constructions, en fonction des exigences techniques et financières, mais aussi des modes architecturales.
En 1763 à Saint-Thégonnec, il y avait un recteur, trois vicaires, quatre prêtres habitués, deux diacres, un acolyte.

### Le lin, le chanvre et Saint-Thégonnec
C'est la culture et le tissage du lin et du chanvre qui a permis la construction des enclos paroissiaux. Les revenus paroissiaux quadruplent à Saint-Thégonnec entre 1612-1613 et 1697-1698.
Pendant des siècles, les paysans ont cultivé lin et chanvre en Bretagne et en ont fabriqué des toiles à l’usage domestique et agricole. Vers le XVe siècle, une industrie de la toile s’est progressivement mise en place : la manufacture des créées du Léon (la créée était le nom de la pièce de toile). Le fil est blanchi avant la confection des toiles. Il suffit pour cela d’une buanderie de la taille d’une petite maison. En breton, on lui donne le nom de "kanndi" qui se traduit littéralement par "maison à blanchir". Quelques-uns de ces kanndi ont survécu jusqu’à nos jours au prix de diverses transformations. Le kanndi le mieux conservé est celui kanndi du Fers à Saint-Thégonnec, restauré en 1996, mais sept autres kanndi se trouvent dans un rayon de 500 mètres autour de celui-ci. Selon le critère du nombre de kanndi par km², c'est Saint-Thégonnec qui arrive en tête avec 2,3 kanndi par km² contre 1,4 en moyenne. Autour de l'église de Saint-Thégonnec, seize kanndi sont dénombrés dans un rayon de un kilomètre.
Pendant deux siècles, on a roui le fil de lin à l’eau tiède dans ces cuves après l’avoir enduit de cendres de hêtre. Le rinçage se faisait dans le canal en pierre de schiste qui traverse le bâtiment. Le blanchiment continuait au soleil. L’opération était renouvelée plusieurs fois. Il fallait au total trois mois pour livrer un fil suffisamment blanc pour être tissé.

La commune de Saint-Thégonnec s'est enrichie grâce au marché du lin, florissant entre le XVe et le XVIIIe siècle, donnant naissance à une véritable caste paysanne, les Juloded. Les cultures se faisaient sur la commune, puis le lin était exporté par le port de Morlaix. Plus généralement, le lin était cultivé par les paysans dans le nord du Léon puis tissé dans le sud. Après le tissage, les toiles pouvaient enfin être chargées sur des navires en partance pour l'étranger. Les marins anglais venaient dans les ports acheter ces toiles de lin. De nombreuses familles se sont alors enrichies et ont participé à la construction de l'église. Mais la décision politique prise par Colbert de taxer les toiles de lin anglaises stoppa la prospérité de l’ouest breton.
« Saint-Thégonnec est un peu le bouquet final de l'art des enclos. (…) D'abord sans doute parce que Saint-Thégonnec a été la paroisse la plus riche à l'époque de la prospérité des toiles de lin. Et puis cette prospérité s'est prolongée plus longtemps qu'ailleurs, jusqu'au milieu du XVIIIe siècle. Alors cela explique que les paroissiens aient pu plus longtemps embellir, agrandir, rehausser leur église pour la mettre tout simplement au goût du jour. Il suffit de voir qu'elle a deux clochers. D'abord une flèche gothique, qui s'est trouvée démodée au bout de quelques années. Alors, à ce moment-là, au début du XVIIe siècle, les paroissiens ont construit une grande tour avec un dôme Renaissance ».
Le docteur Chevrey fait remarquer, à la suite de son voyage en Bretagne en 1924 : « Chose curieuse, ces trésors architecturaux s'élèvent au milieu d'infimes villages, de bourgades misérables. Ce fut pourtant, naguère, une région riche, bien déchue maintenant, de sa splendeur. À Saint-Thégonnec notamment, se tissaient les voiles des navires des Rois de France, et ce sont les artisans de ces tissages qui ont élevé de leurs deniers ces somptueuses cathédrales, ces calvaires uniques au monde. Toute cette prospérité a disparu. Il ne reste dans les églises, comme témoins de ce passé mort, que les inscriptions à demi-effacées des tombes de ces riches marchands, que leurs crânes logés dans d'étroites boîtes ajourées, entassées les unes sur les autres autour du maître-autel, sur la corniche des entablements, comme des bibelots funèbres sur une pieuse étagère ».
En 1710, année de disette, sinon de famine, la mortalité augmenta de 70 % à Saint-Thégonnec par rapport aux deux années précédentes.

### Les familles nobles de la paroisse

#### Le château et la seigneurie de Penhoët (Penhoat)

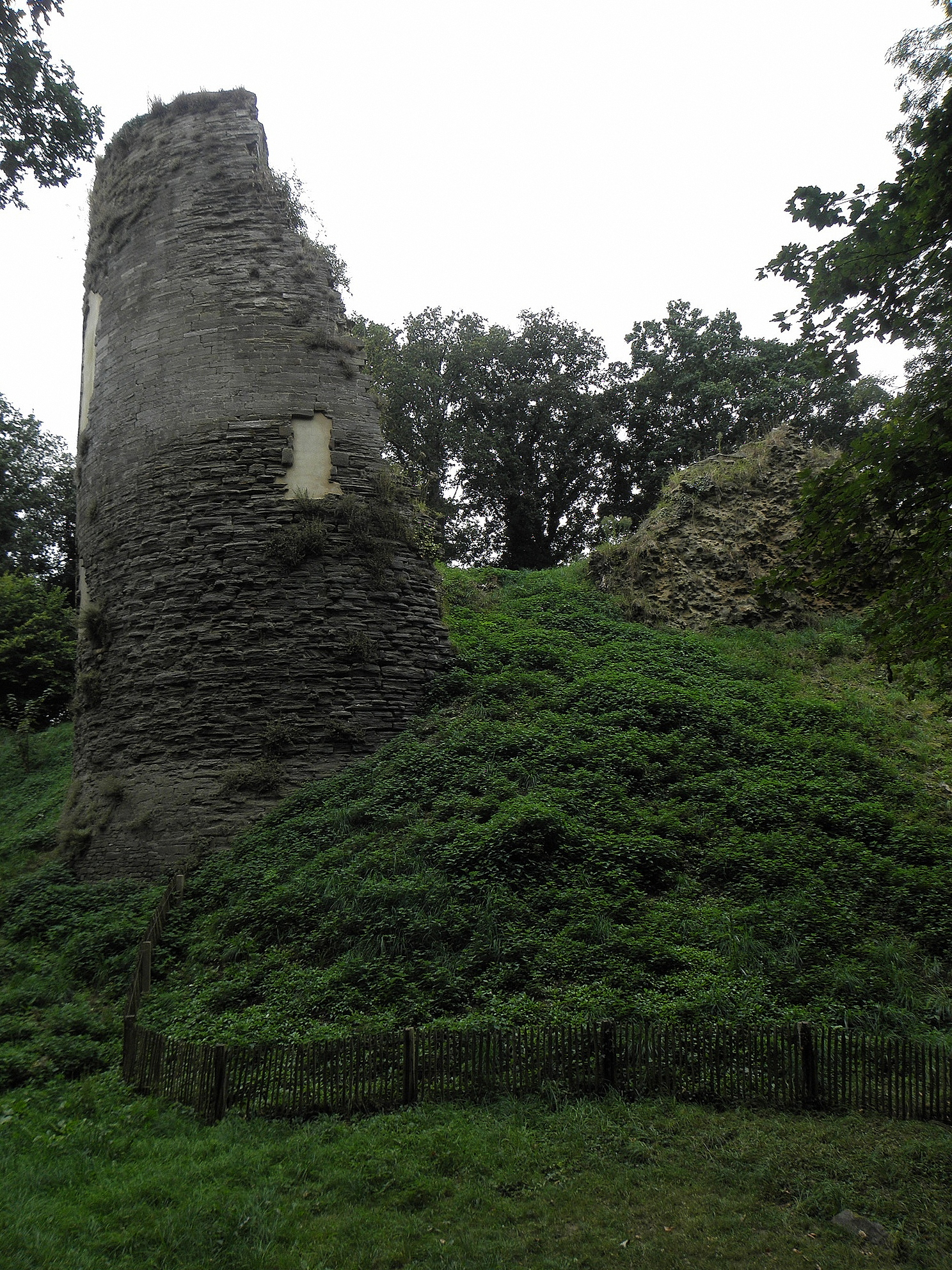
Ruines du donjon de Penhoat, qui fut une des premières seigneuries du Léon.

Le premier site occupé est un camp retranché qui se trouve à 800 mètres au sud du château actuel ruiné. Ce camp, nommé Castel-Douar', en lisière du Bois de Coatvoult, se compose d'une enceinte ovale, de 300 mètres environ de périmètre, avec parapet de terre et entouré de douves profondes. La motte féodale est encore perceptible. Une autre butte se trouve d'ailleurs deux kilomètres plus au sud, à Tossen-an-Douvez. Le Pont al lez est connu dès le Xe siècle.
Au XIIIe siècle, les seigneurs de Penhoat (ou Penhoët), dont le lignage apparaît dans les chartes dès cette époque (ils seraient issus d'un ramage des comtes de Léon) et qui avaient comme devise Red eo ("Il faut"), construisirent le château en pierre dominant la confluence de la Penzé et de la Coatoulzac'h et qui devint le siège de leur baronnie. Ce château contrôlait la route traditionnelle allant de Morlaix à Lesneven. Les seigneurs de Penhoat, aux armes D’or à une fasce de gueule, disposaient du droit de haute, moyenne et basse justice avec fourches patibulaires à quatre poteaux, « avec mouvance sur presque tout le Haut-Léon » ; ils étaient premiers prééminenciers et fondateurs des églises paroissiales de Saint-Thégonnec, Taulé, Plouvorn, Plougar, de l’église tréviale de Sainte-Sève, ainsi que de l’église et collégiale de Notre-Dame-du-Mur à Morlaix. Les seigneurs de Penhoat étaient une des plus anciennes familles seigneuriales du Léon. À la suite de mariages ou d’achats, le château est passé successivement dans les familles de Rohan, de Rosmadec, de Kerhoent de Coatanfao, de Kerouartz. Au XVIIe siècle, la seigneurie de Penhoët s'étendait alors sur huit paroisses du Léon (Saint-Thégonnec, Taulé, Plouvorn, Plougar, Guiclan, Pleyber-Christ, Plounéour-Ménez et Commana), mais s'étendait aussi dans les évêchés de Tréguier, Vannes, Saint-Malo ainsi qu'à Fronsac en Guyenne.

« Le château de Penhoat avait une forme presque triangulaire, avec une tour à chaque angle, celle du sud-ouest mesure encore plus de 20 mètres de hauteur au-dessus des douves, où elle plonge profondément. Elle était surmontée d'une tourelle et d'un châtelet et avait quatre étages, éclairés par de larges fenêtres à plein cintre, aux larges embrasures. (...) Ses murailles ont deux mètres de largeur, elles sont revêtues à l'extérieur de pierres de taille bien appareillées, en schiste ardoisier (...). À l'intérieur on distingue, juste à la base du châtelet cylindrique qui la dominait, quelques trous carrés indiquant qu'elle était jadis garnie de hourds en bois. (...) La tour du sud est ronde à l'extérieur et à pans coupés à l'intérieur comme l'autre. (...) Les murailles, peu élevées, ont cependant par places 4, 5 et 6 mètres au-dessus des douves qui les bordent. (...) Il y a des vestiges de constructions adossées aux remparts sur tout le pourtour intérieur. C'était sans doute les demeures des serviteurs et commensaux. »

À la fin du XVe siècle, les revenus du lignage de Penhoat sont les troisièmes parmi le presque millier de familles nobles du Léon (en 1476 par exemple, Françoise de Penhoat dispose de 6 000 livres de rente, ce qui explique son mariage avec Pierre de Rohan-Gié). Les seigneurs de Penhoat perçoivent les droits des foires de Guerlesquin, Plounéour-Menez, Plouescat, Lambader, La Chapelle-Glain et bénéficient d'une exemption des fouages dans la "vallée de Penhoat" pour services rendus au duc de Bretagne.
Le château fut détruit en 1590 par les Ligueurs pendant les guerres de la Ligue. Prosper Mérimée et, dit-on, Victor Hugo, ont visité Penhoat.« Deux tours à demi abattues et quelques pans de courtines, c’est tout ce qu’il reste du château d’un des plus illustres lignages léonard ». Les ruines du château sont inscrites aux monuments historiques.
Les principaux membres de cette famille seigneuriale ont été :
- Guillaume de Penhoët né vers 1155, décédé en 1249, marié avec Julienne de Montrelais, aurait été chevalier banneret et aurait participé à la Septième croisade en 1248 aux côtés de Pierre Mauclerc (incertain). Il serait le constructeur de la chapelle de Lambader en Plouvorn.
  - Hamon de Penhoët (1185 - 1216)[21]
    - Guillaume de Penhoët (1215 - 1249, marié avec Mahotte de Kergoudanec'h (née en 1220)
      - Son fils Hervé I, seigneur de Penhoët (1240 - 1266), chevalier, seigneur de Penhoët, marié avec Jeanne de Kernavan (1230 - 1282)
        - Son fils Hervé II de Penhoët (né en 1263, décédé en 1323), marié en 1282 avec Anne du Chastel de Bruillac (1265 -1322)
          - Guillaume I de Penhoët (1282 - 1329), marié avec Dame Constance de Keruzoré de Kernoter (née en 1280)
            - Alain I de Penhoët (1301 - 1360), marié avec Marguerite Charruel (née en 1305, originaire de Guerlesquin)
              - Son fils, Guillaume II de Penhoat (né vers 1325), dit "Le Boiteux" qui fut capitaine de Rennes où il s'illustre dans la défense de la ville, servant les intérêts de Charles de Blois contre Jean de Montfort et les Anglais dans le cadre de la guerre de Succession de Bretagne[22].
                - Guillaume III de Penhoat (né en 1360, décédé en 1403), chambellan du duc de Bretagne. Il se maria en 1381 avec Jeanne d'Albret (1360 - 1427), vicomtesse de Fronsac-en-Guyenne, fille de Raymond V d'Albret et Jeanne de La Marche. Leurs deux filles connues sont :
                  - Françoise de Penhoat (Penhoët), vicomtesse de Fronsac, a épousé en 1476 Pierre de Rohan-Gié.
                  - Béatrix de Penhoët de Guérand en Plouegat (Plouégat-Guérand), née en 1391, épouse de Hervé, seigneur de Boiséon et Boisriou.
                  - Jean de Penhoët, amiral de Bretagne de 1401 à 1432, capitaine de Morlaix, seigneur de Plounérin et de Guerlesquin[23]

#### Les autres seigneuries
- La seigneurie du Quélennec : les seigneurs du Quélennec avaient un banc dans l’aile droite de l’église et en face un enfeu avec tombe. Cet enfeu existe encore aujourd’hui, au-dessous de l’autel de Notre-Dame de Bon-Secours, et près de la porte d’entrée du côté nord. Les armoiries qui se trouvaient gravées sur les écussons ont été effacées pendant la Révolution (1791). Les familles La Boixière, Le Borgne, Le Gal et Kerhoaz en furent tour à tour propriétaires.
- La seigneurie de Penfao : elle appartint aux Plessix, puis aux Le Bihan avant de passer aux mains des Coëtlosquet qui étaient en même temps seigneurs de Kérannot et du Hellin.
- La seigneurie du Hellin : elle appartint aux Daniel, puis aux Quintin avant d'être propriété des Coêtlosquet jusqu'à la Révolution française.
- La seigneurie de Kerannot : elle fut propriété des Denys, puis des Simon et enfin des Coëtlosquet.
- Le manoir de Coasvoult : ayant appartenu d'abord aux seigneurs de Penhoat, il devint ensuite propriété de la famille de Queronyant, puis aux Guergolay et ensuite aux Bourg-Blanc.
- La seigneurie de Lannivinon appartint aux Kersauzon, puis aux Coetquelfen, puis aux Kerhoent de Coatanfao, puis au vicomte du Rumain qui vendit cette seigneurie au sieur de Quélen, syndic des États de Bretagne.
- Le manoir de Kervily : famille Le Hézou, puis Olivier Croizé sieur de la Maillardière, maire de Morlaix en 1647 et mort en 1694.
- La seigneurie du Herlan : propriété au départ des Huon, puis des De Kerhoent, puis des Du Parc. Son dernier propriétaire avant la Révolution fut Messire François Provost Douglas, chevalier seigneur de Boisbilly. Il demeurait en son hôtel à Morlaix, quai de Tréguier, paroisse de Saint-Melaine.
- La seigneurie de Luzec : elle appartint au XVIe siècle à la famille De La Haye, puis à partir de 1670 aux du Dresnay. Joseph-Marie du Dresnay, chevalier seigneur des Roches et de Kérir-Luzec, était en 1700 gouverneur pour le roi de la ville de Saint-Pol-de-Léon. Les seigneurs de Luzec possédaient un banc dans la nef de l’église paroissiale et une tombe dans le sanctuaire. Les armes de Luzec étaient d’argent au rameau de sinople posé en bande accompagné de trois quintefeuilles de gueules.

Au XVIIe siècle, la châtellenie de Daoudour est subdivisée en deux juridictions : celle de "Daoudour-Landivisiau", dite aussi "Daoudour-Coëtmeur", qui avait son siège à Landivisiau et comprenait Plouvorn et ses trèves de Mespaul et Sainte-Catherine, Plougourvest et sa trève de Landivisiau, Guiclan, Saint-Thégonnec, Guimiliau, Lampaul-Bodénès, Pleyber-Christ, Commana et sa trève de Saint-Sauveur, Plounéour-Ménez et pour partie Plouénan ; et celle de "Daoudour-Penzé", qui avait son siège à Penzé et comprenait Taulé et ses trèves de Callot, Carantec, Henvic et Penzé, Locquénolé, Saint-Martin-des-Champs et sa trève de Sainte-Sève.

### La Révolution française
Les deux députés représentant la paroisse de Saint-Thégonnec lors de la rédaction du cahier de doléances de la sénéchaussée de Lesneven le 1er avril 1789 étaient Bernard Breton et François Collin.
Même si de 1790 à 1792, les citoyens de Saint-Thégonnec acceptent de payer une « contribution volontaire » d'un montant de 2 696 livres et si le recteur et les marguilliers en charge, François Cottain (de Cozlen) et Joseph Croguennec (de Penfao), acceptèrent de sacrifier « le surplus de l'argenterie de l'église », riches et très croyants, les habitants de Saint-Thégonnec manifestèrent tôt leur hostilité à la Révolution française, dès la Constitution civile du clergé, sinon avant. L'abbé Abjean, curé et son vicaire Robert Tanguy refusent de prêter le serment de fidélité ; un nouveau curé, François Allanet, jureur, est élu le 20 mars 1791 et reste en fonction jusqu'en juillet 1793 ; un nouveau vicaire est aussi choisi, Guillaume Charles, mais en butte à l'hostilité de la majorité des paroissiens, ils eurent bien du mal à s'imposer (le nouveau curé dut par exemple briser le coffre qui contenait l'argent de la fabrique pour pouvoir l'ouvrir ; il fut aussi menacé de mort). Les paroissiens aidèrent le clergé réfractaire (l'abbé Cras, curé de Saint-Thégonnec, insermenté, fut arrêté). En juillet 1793, François Allanet fut remplacé par François Le Frout.
En 1799, il n'y a plus que 46 marchands de toiles à Saint-Thégonnec (mais c'est encore la commune où ils sont les plus nombreux), 26 à Guiclan, 23 à Plouvorn, 16 à Bodilis, 10 à Landivisiau, 4 à Saint-Servais, etc..

### La vie traditionnelle auXIXesiècleet début duXXesiècle

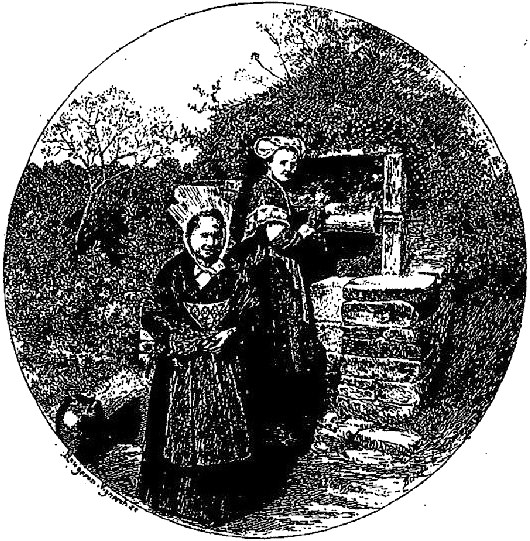
Femmes de Saint-Thégonnec au puits.

#### La misère provoquée par le déclin de l'activité toilière
En mai 1827, le curé de Saint-Thégonnec écrit à son évêque : « Le nombre des indigents augmente chaque jour. À chaque instant, nous rencontrons des malheureux dont les cris et les figures annoncent la misère qui va toujours croissant de manière désolante. Le commerce des toiles n'allant point, l'ouvrage pour les artisans et journaliers qui sont ici en grand nombre diminue sensiblement et bientôt manquera tout à fait. Perspective effrayante pour le pays ».
Mais les juloded continuent à s'enrichir. Un recteur de Saint-Thégonnec aurait déclaré en chaire vers 1850, lassé de la morgue des juloded : « Il y a dans cette paroisse des gens qui éclateraient d'orgueil s'ils n'avaient pas de turban ».
Le pourcentage de conscrits illettrés à Saint-Thégonnec entre 1858 et 1867 est de 57 %.

#### La musique et la danse à Saint-Thégonnec en 1839

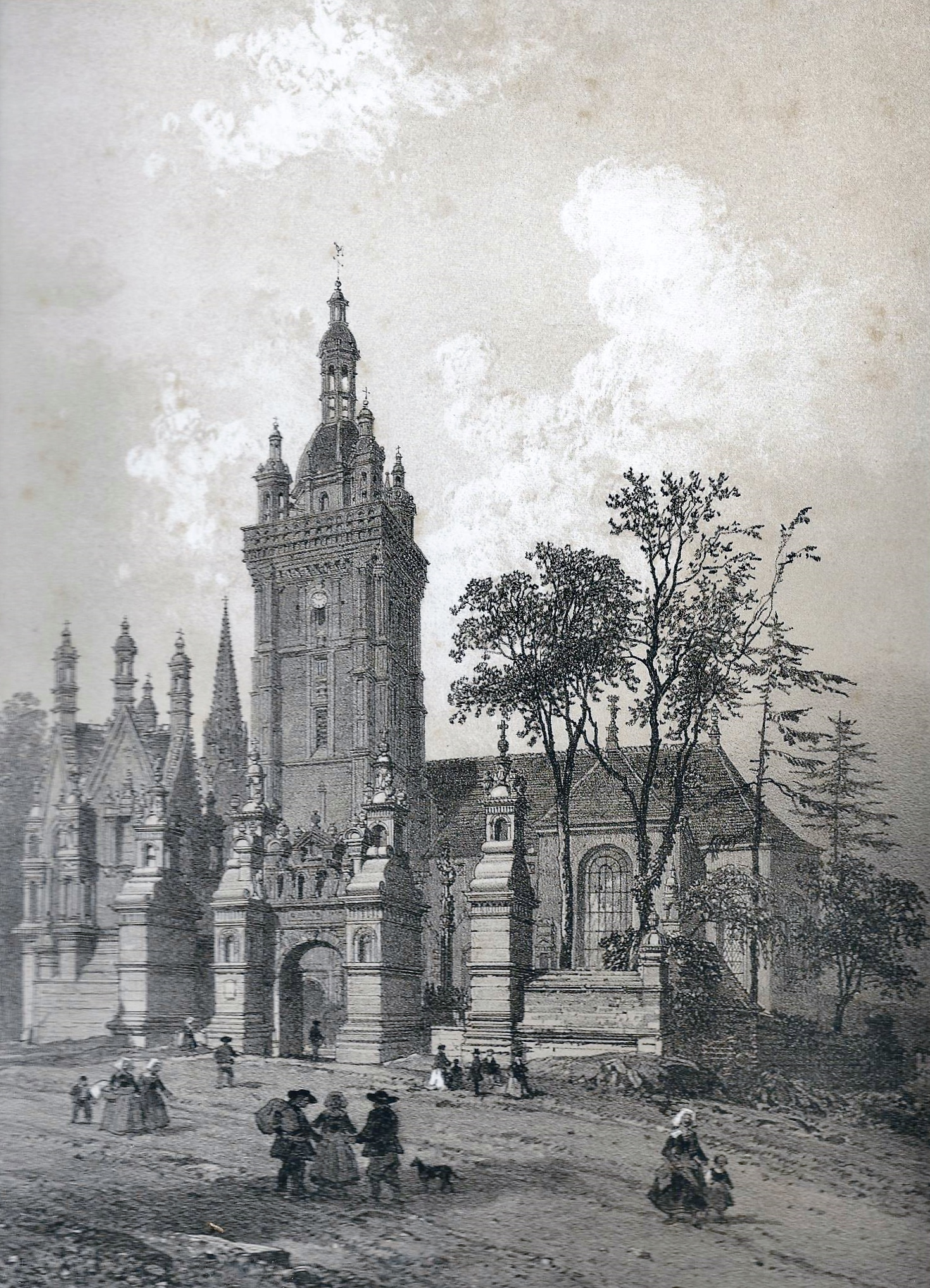
Eugène Cicéri : Église de Saint-Thégonnec (Finistère) (dessin publié en 1867).

Fortuné du Boisgobey parcourt la Bretagne pendant l'été 1839. Dans son carnet de voyage, voici ce qu'il écrit à propos de Saint-Thégonnec : « […] Les danses se sont formées dans le milieu de la grand'route, au beau soleil, au pied d'une charrette sur laquelle trône l'infatigable biniou, secondé cette fois, vu l'importance de la fête, par une sorte de fifre. Cette danse ne se règle guère que sur deux ou trois airs qui reviennent toujours et dont le plus connu et le plus commun est: à la nigouz, etc.. La principale figure est une promenade en rond, cavalier et dame se balançant en face l'un de l'autre et sautillant sur la pointe du pied en avançant de côté. […] Je me suis rassasié de ce spectacle et j'ai regagné Morlaix. »

#### L'agriculture auXIXesiècle
Le Premier Empire, en raison du Blocus continental, est une période de ruine pour les tisserands, parfois de disette, sinon de famine. Le 29 mai 1817, la misère persistant, le recteur Tanguy écrit :

« En ruminant sur les moyens de soulager les misérables, il m'est venu une idée, que je n'ai pas voulu communiquer avant de vous en faire part. Ici, quand il meurt quelque personne d'une certaine aisance, l'usage est de faire dire un certain nombre de messes, une ou deux, quelquefois trois par semaine, pendant un an ou deux. Ne pourrait-on pas, si la misère continue ou augmente, proposer aux familles de destiner une partie de ces honraries au soulagement des pauvres, leur disant que cette bonne œuvre serait aussi agréable à Dieu et aussi profitable à leurs parents décédés que des messes ? »

Selon des statistiques agricoles publiées en 1849 et concernant selon les productions des années comprises entre 1836 et 1846, la population agricole en 1836 est de 3648 personnes pour une population communale totale de 3 836 personnes la même année, formant donc 95,1 % de la population. La répartition de l'occupation des terres est alors la suivante : 2 141 ha de terres arables, 1 150 ha de landes et bruyères, 395 ha de bois, taillis et plantations, 317 ha de prairies naturelles ; la commune possédait alors quinze moulins en activité. Les paysans de Saint-Thégonnec cultivaient à l'époque 428 ha d'avoine, 428 ha de froment, 321 ha d'orge, 57 ha de seigle, 171 ha de sarrasin, 43 ha de lin, 7 ha de chanvre, 64 ha de navets, betteraves, carottes et choux (dont 43 ha de navets et 7 ha de choux), 321 ha de trèfle, 107 ha de pommes de terre, 1 093 ha d'ajoncs d'Europe, 150 ha restant en jachère, et élevaient 500 chevaux (350 mâles, 100 juments, 50 poulains), 980 bovins (dont 450 vaches), 360 porcs, 630 ovins (90 béliers, 180 moutons, 300 brebis, 50 agneaux), 35 caprins (25 boucs et 10 chèvres), 1500 poules et 300 coqs, 100 canards, 10 oies, et possédaient 320 ruches à miel.

#### Les foires et marchés
Vers 1840, douze foires, spécialisées dans le commerce des bêtes à cornes et des porcs se tenaient pendant l'année à Saint-Thégonnec, chaque premier mardi du mois ; six d'entre elles étaient légales (janvier, mars, mai, juillet, septembre, novembre) et les six autres consacrées par l'usage, mais toutes étaient aussi importantes. Dans son rapport, le sous-préfet de Morlaix observe qu'« il est étonnant qu'il n'y ait pas de foire aux chevaux à Saint-Thégonnec. Les cultivateurs de cette commune sont tous éleveurs, et le nombre de poulains et bidets qu'ils vendent annuellement est très considérable ».
À la fin du XIXe siècle, des foires se déroulaient à Saint-Thégonnec toujours tous les premiers mardis du mois, et en plus le premier jeudi du Carême, le deuxième mardi de juillet, le 10 septembre et la veille du premier vendredi d'octobre.
La même source indique en 1890 l'importance de l'élevage des chevaux de trait et de la fabrication de sabots, ainsi que de nombreux moulins, dans la commune.
En 1892 à Saint-Thégonnec des hommes furent privés d'absolution, ayant commis un péché mortel selon le recteur, car ils avaient voté pour les républicains.

### LeXXesiècle

#### Saint-Thégonnec en 1902

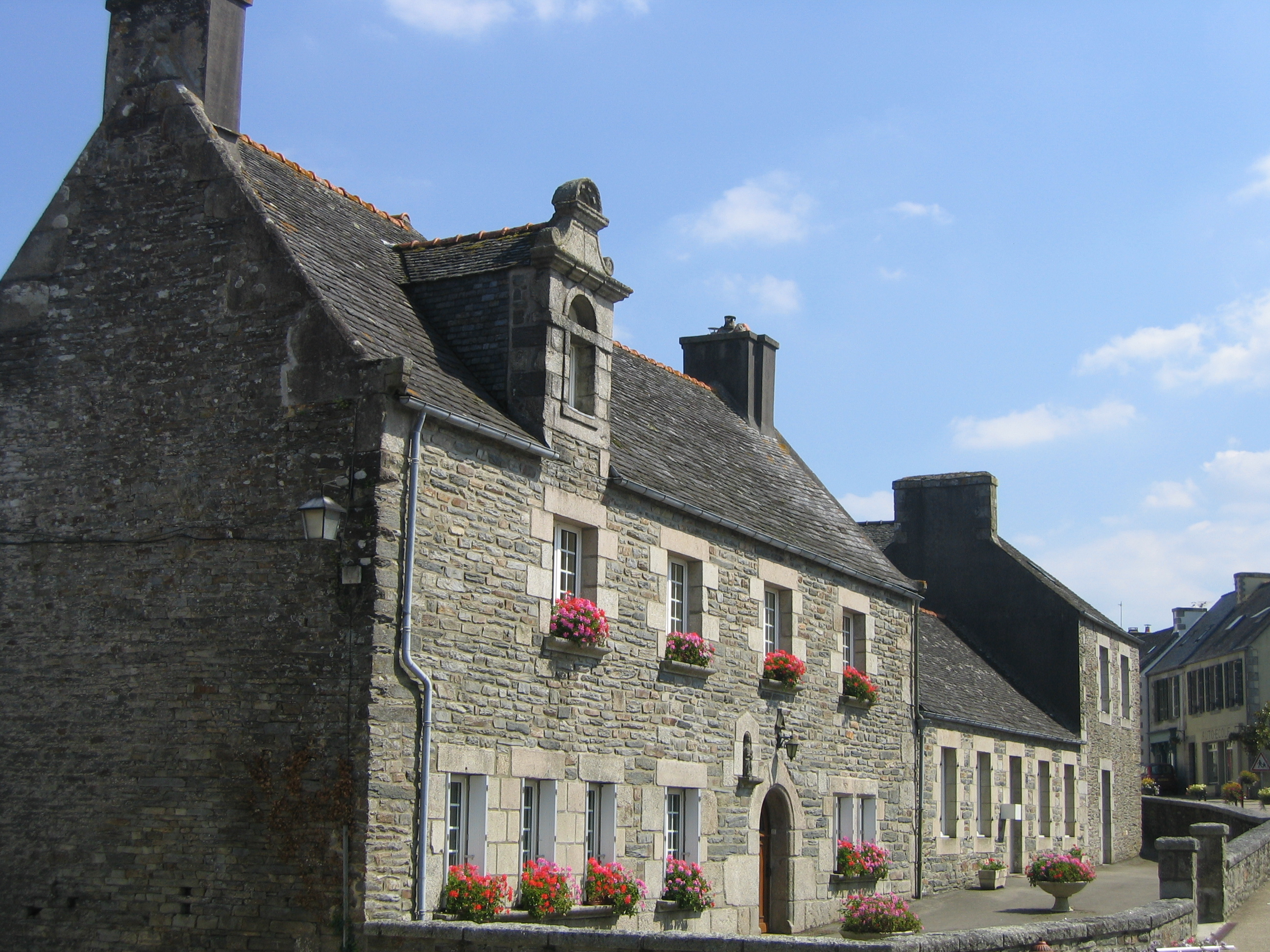
Rue du village.

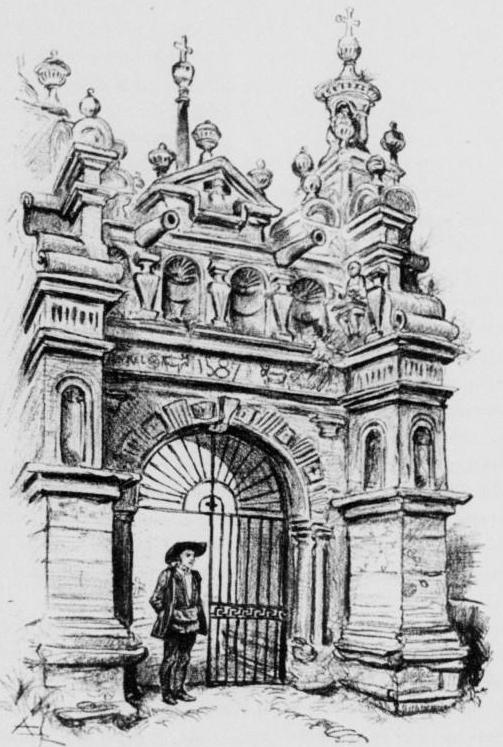
L'Arc de triomphe du cimetière de Saint-Thégonnec vers 1900 (lithographie d'Albert Robida).

Gustave Geffroy dans son Tour du monde publié en 1902 décrit ainsi les habitants : « À Guimiliau comme à Saint-Thégonnec, l'art ne se complète que par le spectacle de la vie publique. Le dimanche, les paysans des environs, quelques-uns venus de loin, se groupent sur la place, dans le cimetière, devant le porche de l'église. Comme à Roscoff et à Saint-Pol, comme à Landivisiau, les costumes du Léon apparaissent. Les hommes vêtus de drap noir, veste ou habit court à quatre petites basques carrées, long gilet garni de boutons serrés, pantalons tombants, bordures de velours, large ceinture bleue, chapeau rond à rubans, souliers à boucles. En somme une très nette ressemblance avec le sombre costume espagnol, ressemblance aidée encore par les visages rasés, réguliers, fins, le profil net, le regard direct. Les femmes aussi sont vêtues de noir, jupe courte à laisser voir les souliers, petit châle à franges sur les épaules, et la coiffe blanche qui achève le caractère monacal du costume. C'est surtout le jour du pardon, le troisième dimanche de juillet, que l'un peut voir à Guimiliau la belle arrivée des Léonards, hommes et femmes, montés sur les magnifiques chevaux qui sont la fierté du pays. Ce jour-là, les jupes, les châles, les tabliers de couleur, et toutes les coiffes, bonnets pointus, hennins, barbes relevées, étalées sur la nuque, cols dentelés, corsages noirs à galons rouges ou bleus, tous ces costumes du passé parent des créatures vivantes. ».

#### La Première Guerre mondiale
Le monument aux morts de Saint-Thégonnec porte les noms de 131 soldats morts pour la France pendant la Première Guerre mondiale ; parmi eux, 4 au moins sont morts en Belgique lors des combats de Maissin (Pierre Le Saint, Jean Paul), Dixmude (Jean Corre) et à Langemark (Jean Pierre Talabardon) et Saint-Georges-sur-Meuse (François Bizien) ; Jean Éliès est mort en Grèce dans le cadre de l'expédition de Salonique ; Jean Guénan, matelot électricien, est mort en mer lors du naufrage de son bâtiment, le Berthilde, torpillé par un sous-marin autrichien, au large de Corfou ; Jean Kerrien est mort en captivité en Allemagne ; la plupart des autres sont décédés sur le sol français, dont François Corre, Jean Floch et Christophe Merret, décorés de la Médaille militaire et de la Croix de guerre et Jean Jolivet, décoré de la Médaille militaire et de la Médaille coloniale (pour avoir combattu antérieurement à Madagascar).
L'armée américaine créa en 1917 un camp à Saint-Thégonnec, en bordure de la voie ferrée Paris-Brest.
Un soldat (Jean Guivarch) est mort lors de la Campagne de Cilicie en 1920 ; un autre (Jean Messager) est mort le 12 février 1920 dans des circonstances non précisées.

#### L'entre-deux-guerres
Un crime dont deux enfants furent les victimes dans le village de Kerorven défraya la chronique en 1927. Marie-Jeanne Pouliguen, âgée de 60 ans, tue les deux enfants de ses patrons, et en blesse deux autres. Elle est surnommée « L'Égorgeuse de Saint-Thégonnec ». Lors de la reconstitution, elle ne cessa de répéter « Mon esprit n'est plus à moi » et elle tentera de se suicider lors de l'interrogatoire. Son nom ne figure pas sur le rôle des assises, laissant penser qu'elle a bénéficié d'un non-lieu.

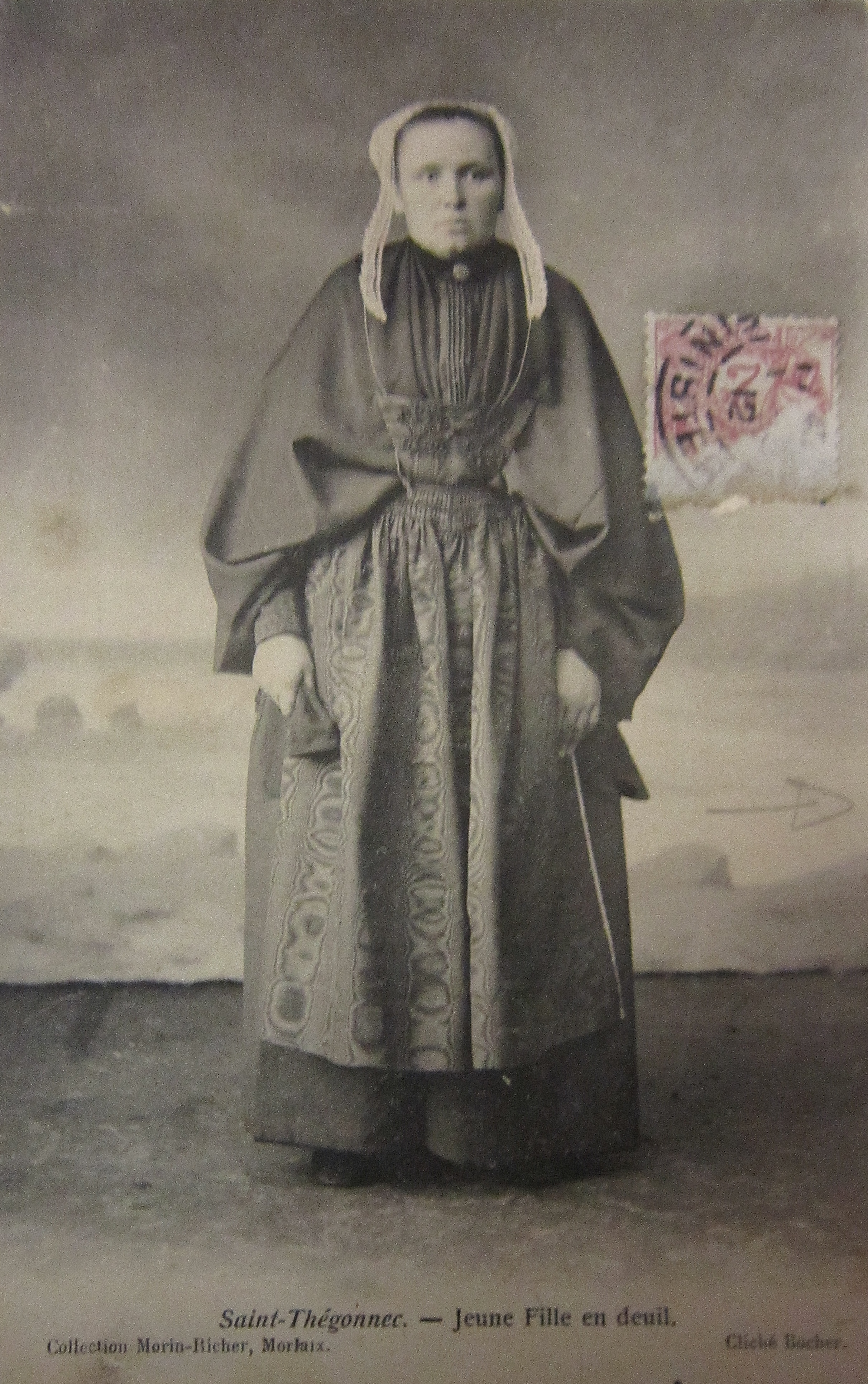
Vieille femme de Saint-Thégonnec vers 1910 (carte postale)
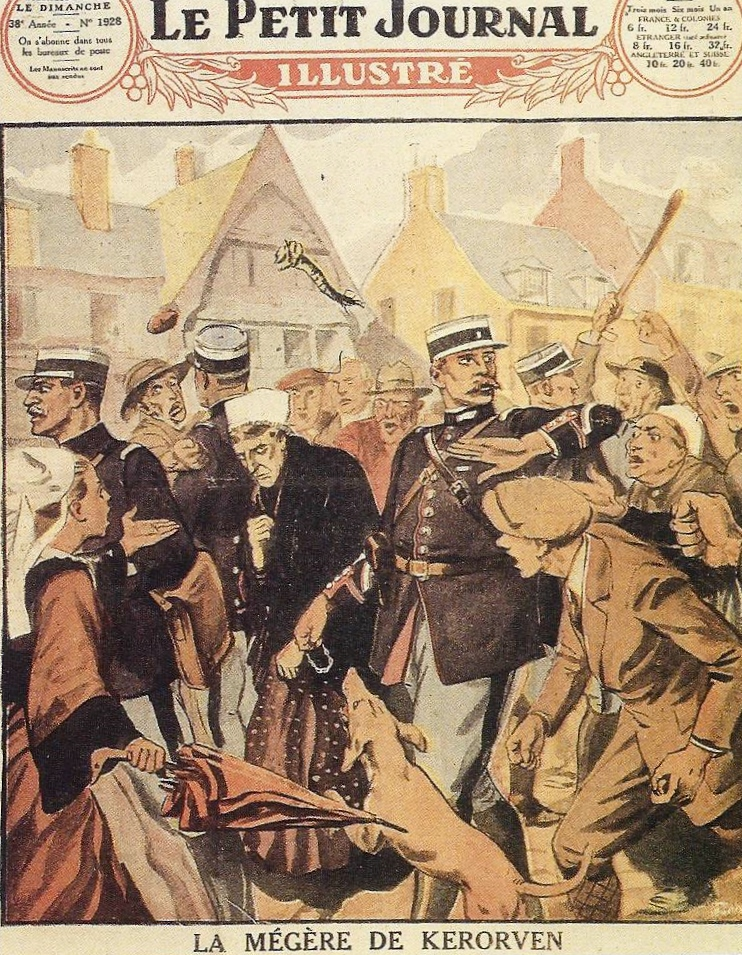
Dessin représentant La mégère de Kerorven (Le Petit Journal illustré, 1927).

#### La Seconde Guerre mondiale
Le monument aux morts de Saint-Thégonnec porte les noms de 13 personnes mortes pour la France pendant la Seconde Guerre mondiale ; parmi elles, Yves Laurent, né le 6 novembre 1917 à Saint-Thégonnec, sous-lieutenant de l'armée de l'air, est tué le 11 novembre 1943 en Angleterre, volant au sein du 342 Squadron Groupe de bombardement Lorraine, décoré de la Légion d'honneur, de la Croix de guerre et de la Médaille de la Résistance. Son corps a été rapatrié à Saint-Thégonnec ; Jean Guengant est mort à bord du cuirassé Dunkerque lors de la bataille de Mers el-Kébir le 7 juillet 1940 et François Prouff lors du naufrage du sous-marin Sfax coulé par un sous-marin allemand le 19 décembre 1940.
Le cimetière de Saint-Thégonnec comprend un carré militaire où sont inhumés six aviateurs britanniques du 75 Squadron RNZAF, décédés lors de la seconde guerre mondiale le samedi 23 janvier 1943. Ce jour-là, un avion anglais, un Short Stirling MK1 est touché par la DCA du terrain d'aviation de Ploujean ou par la batterie antiaérienne installée sur les hauteurs de Kernéguès à Morlaix. Il percute le sol à Kerescars sur le territoire de la commune. Le pilote néo-zélandais saute en parachute et est caché par les paysans des alentours, mais six autres membres Anglais de l'équipage se tuent avec leur avion chargé de bombes qui devaient être lâchées sur la base de Lorient. Les honneurs militaires leur sont rendus et la cérémonie religieuse réunit à l'église une importante foule qui tenait à exprimer ainsi sa sympathie pour la cause des Alliés. Ces soldats s'appelaient G.F. Mitchell, J. E. Brewster, E. Berry, P. D. Fowler, J. W. Schofield et B. Torrance, étaient sergents dans la Royal Air Force. Le 23 janvier 2013 une stèle du souvenir est inaugurée à proximité du site du crasch à Kerescars.
L'armée anglaise réutilisa en 1939-1940 le camp créé en 1917 par l'armée américaine à Saint-Thégonnec ; ce même camp fut ensuite utilisé par les Allemands pour y parquer des prisonniers coloniaux noirs (que les nazis ne voulaient pas emprisonner sur le sol allemand) ; après la Libération survenue en 1944, ce même camp servit à retenir des prisonniers de guerre allemands, puis russes (lesquels avaient été des supplétifs de l'armée allemande).
Le 16 janvier 1944, la gare de Saint-Thégonnec est bombardée : une voie est momentanément coupée et des hangars démolis. Une maison d'habitation proche de la gare est endommagée par la chute de deux bombes. Un train est mitraillé en gare de Saint-Thégonnec le 22 mai 1944. Le 3 juin 1944, un train est mitraillé près de Saint-Thégonnec par quatre avions britanniques (dégâts matériels).

#### L'après Seconde Guerre mondiale
Trois soldats (Gabriel Corbel, Jean Corbel et Albert Péron) originaires de Saint-Thégonnec ont été tués pendant la Guerre d'Indochine.
Le père Le Caro, un prêtre originaire de Saint-Thégonnec, fut séquestré pendant un mois par des rebelles aux Philippines en 1991.

## Politique et administration
Le canton de Saint-Thégonnec regroupait les communes de Le Cloître-Saint-Thégonnec, Loc-Eguiner-Saint-Thégonnec, Pleyber-Christ, Plounéour-Ménez et Saint-Thégonnec, il fut supprimé en 2015 après le redécoupage.

### Héraldique
| Blason de Saint-Thégonnec | Blason  | De sinople au loup passant d'argent, animé, armé et lampassé de gueules, au chef aussi d'argent chargé de trois croisettes aussi de gueules. Devise / Cri« Dalc'h mad atao » Trad : "Tiens bon toujours" |
| Blason de Saint-Thégonnec | Détails | Conception : Suzanne Gauthier Le statut officiel du blason reste à déterminer. |

## Démographie
| 1793  | 1800  | 1806  | 1821  | 1831  | 1836  | 1841  | 1846  | 1851  |
| ----- | ----- | ----- | ----- | ----- | ----- | ----- | ----- | ----- |
| 3 291 | 3 291 | 3 422 | 3 563 | 3 648 | 3 836 | 3 926 | 3 962 | 3 802 |

| 1856  | 1861  | 1866  | 1872  | 1876  | 1881  | 1886  | 1891  | 1896  |
| ----- | ----- | ----- | ----- | ----- | ----- | ----- | ----- | ----- |
| 3 588 | 3 957 | 4 050 | 3 681 | 3 548 | 3 409 | 3 215 | 3 317 | 3 073 |

| 1901  | 1906  | 1911  | 1921  | 1926  | 1931  | 1936  | 1946  | 1954  |
| ----- | ----- | ----- | ----- | ----- | ----- | ----- | ----- | ----- |
| 3 144 | 3 206 | 3 171 | 2 980 | 2 977 | 2 719 | 2 536 | 2 532 | 2 241 |

| 1962  | 1968  | 1975  | 1982  | 1990  | 1999  | 2007  | 2012  | 2013  |
| ----- | ----- | ----- | ----- | ----- | ----- | ----- | ----- | ----- |
| 2 159 | 2 127 | 1 986 | 2 133 | 2 139 | 2 267 | 2 562 | 2 618 | 2 666 |

La commune connaît un accroissement régulier de sa population dans la première moitié du XIXe siècle, gagnant 671 habitants en 53 ans de 1793 à 1846, date d'un premier maximum démographique. Un léger déclin temporaire se produit entre 1846 et 1856, suivi d'une nette reprise de l'accroissement entre 1856 et 1866 (+ 462 habitants en 10 ans), probablement lié à la construction de la voie ferrée entre Morlaix et Brest. L'apogée est donc atteint vers la fin du Second Empire où la population communale dépasse les 4 000 habitants (4 050 exactement). En dépit de quelques mouvements en dents de scie, le dernier tiers du XIXe siècle et les trois premiers quarts du XXe siècle sont une longue période de déclin démographique, Saint-Thégonnec perdant, entre 1866 et 1975, 2064 habitants en 109 ans (- 51 %). Le minimum démographique est donc atteint en 1975 avec un peu moins de 2 000 habitants (1 986 exactement). Le dernier quart du XXe siècle et la première décennie du XXIe montrent une reprise démographique notable : + 537 habitants en 31 ans (+ 27 %). Saint-Thégonnec reste toutefois en 2006 moins peuplé qu'en 1793, le déficit étant de 768 habitants en un peu plus de deux siècles.
En 10 ans, entre 1998 et 2007, Saint-Thégonnec a comptabilisé 344 naissances et 368 décès, soit un faible solde naturel négatif de 24 personnes. Par contre, après plus d'un siècle de solde migratoire négatif en raison de l'exode rural, la commune enregistre depuis 1975 un solde migratoire positif qui s'est même accentué entre 1999 et 2006 (+ 1,7 % l'an en moyenne). La commune est donc redevenue attractive et bénéficie de la périurbanisation, de sa proximité avec les villes de Morlaix et Landivisiau et de sa bonne desserte ferroviaire et routière (voie expresse N 12).

## Langue bretonne
L'adhésion à la charte Ya d’ar brezhoneg a été votée par le Conseil municipal le 22 mars 2006.
À la rentrée 2013, 23 élèves étaient scolarisés dans la filière bilingue publique (soit 6,7 % des enfants de la commune inscrits dans le primaire).

## Santé

### Maison de retraite
- Maison Sainte-Bernadette - EHPAD.

### Autres
- Deux médecins généralistes
- Deux cabinets infirmiers
- Un kinésithérapeute
- Une pharmacie

## Enseignement

### Écoles
- Privée
  - École du Sacré-Cœur
- Publique
  - École François-Marie Luzel

### Collège
- Privé
  - Collège Sainte-Marie

### Crèche/Centre Multi-Accueil
- Ti ar Bleizig (10 semaines-6 ans).

### Maisons de l'Enfance et de la Jeunesse
- Ti Glas - EPAL (3-10 ans).
- Ti Ar Re Yaouank - EPAL (10-13 ans/13-18 ans).

### Bibliothèque
- Bibliothèque municipale et associative : Ti Glas.

## Centre culturel
- Le Centre culturel de Luzec proposait des conférences et organisait des visites culturelles, il a fermé ses portes fin 2013[48].

## Économie

### Agriculture
Saint-Thégonnec se trouve dans le Léon mais ne possède pas la terre que l'on peut retrouver sur les communes de Plouvorn, Plouénan qui sont très fertiles pour les cultures légumières.
À Saint-Thégonnec, ce sont donc des élevages de porcs et de bovins qui prédominent. Il y a également des cultures céréalières comme le blé et le maïs.

### Industrie
- Une usine du Groupe Robert Bosch (Bosch Thermotechnology) est présente sur la commune. Créée en 1968 par Jo Le Mer, l'usine Seagem se spécialise dans la conception et la construction de chaudières domestiques à fioul en inox[49]. Elle met au point, en 1980, la première chaudière à gaz à condensation. En butte à des difficultés financières, l'entreprise est mise en liquidation judiciaire en 1987. Elle renaît grâce à une poignée d'industriels locaux sous le nom de Geminox qui conçoit la première chaudière fioul à condensation. En 1994, Geminox est reprise par la firme E.l.m. Leblanc, qui elle est rachetée par le groupe Bosch en 1996, le nom commercial, Geminox, est conservé. En janvier 2012, le site devient une unité de Bosch Thermotechnologie, après la fusion de Geminox, avec Buderus, Junkers et Loos, les chaudières portent désormais le nom de marque Bosch. Le site saint-thégonnecois est le premier constructeur français de chaudières acier, avec plus de 50 000 pièces fabriquées chaque année. En 2022, le site cesse la production de chaudières murales et se consacre pleinement à la production de ballons d’eau chaude en acier inoxydable destinés aux pompes à chaleur. Le site produit près de 200 000 pièces par an de différentes capacités.
- Un site de production Sanders-Vigala, fabricant d’aliments pour animaux d'élevage est implanté sur la commune à proximité de la gare. Fondée en 1976 par la société Person Le Guillouzic, l'usine a été reprise par le groupe Glon, en 1989. Depuis 2012 le site appartient au Groupe Avril. L'usine est spécialisée dans la production d'aliments pour porcs et volailles.

## Gastronomie
- La crêperie Steredenn possède une Toque au Gault&Millau[50].

## Lieux et monuments

### Édifices religieux

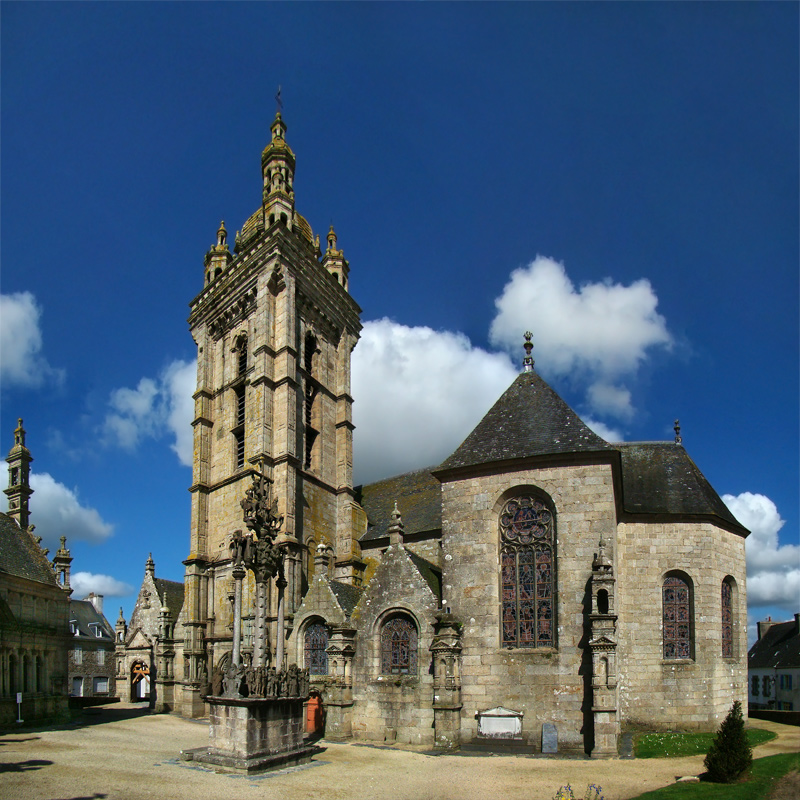
Église Notre-Dame, au cœur de l’enclos paroissial de Saint-Thégonnec.

- L'enclos paroissial de Saint-Thégonnec est le plus visité du Finistère[5]. Il regroupe l'église Notre-Dame de Saint-Thégonnec, une porte triomphale, un ossuaire et un calvaire. La crypte de l’ossuaire présente une Mise au tombeau remarquable.

- 32 croix et calvaires[51] sont présents sur la commune: voir la publication "les calvaires de Saint-Thégonnec"[52]. Parmi les plus connus: celui de Luzec (1864), de Croas-Calafres ou Bodériny (1632), du Broustou (1662).
- La chapelle Sainte-Brigitte semble remonter au début du XVIIe siècle[53], mais elle a été remaniée au XIXe siècle. En forme de croix latine, elle est consacrée à sainte Brigitte de Suède (rare en Bretagne où c'est généralement sainte Brigitte d'Irlande qui est honorée)[54] et contient plusieurs statues polychromes dont une de sainte Brigitte en abbesse, une Vierge à l'Enfant assise et une autre debout[53]. Le pardon de Sainte-Brigitte a lieu deux fois par an, le 3e dimanche de juillet et le 3e dimanche d'août.

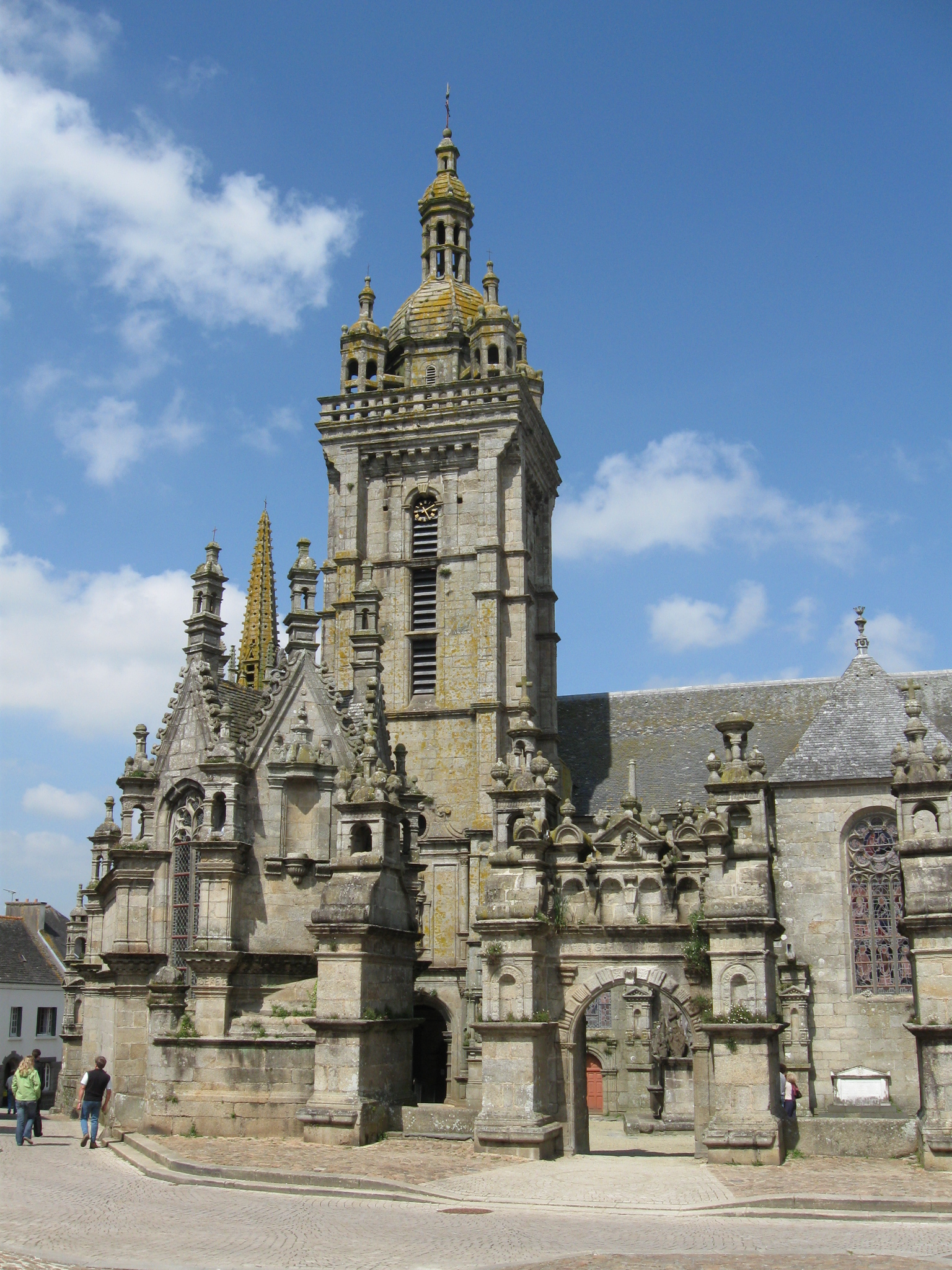
Enclos paroissial de Saint-Thégonnec, porte triomphale, ossuaire à gauche, clocher de l’église.
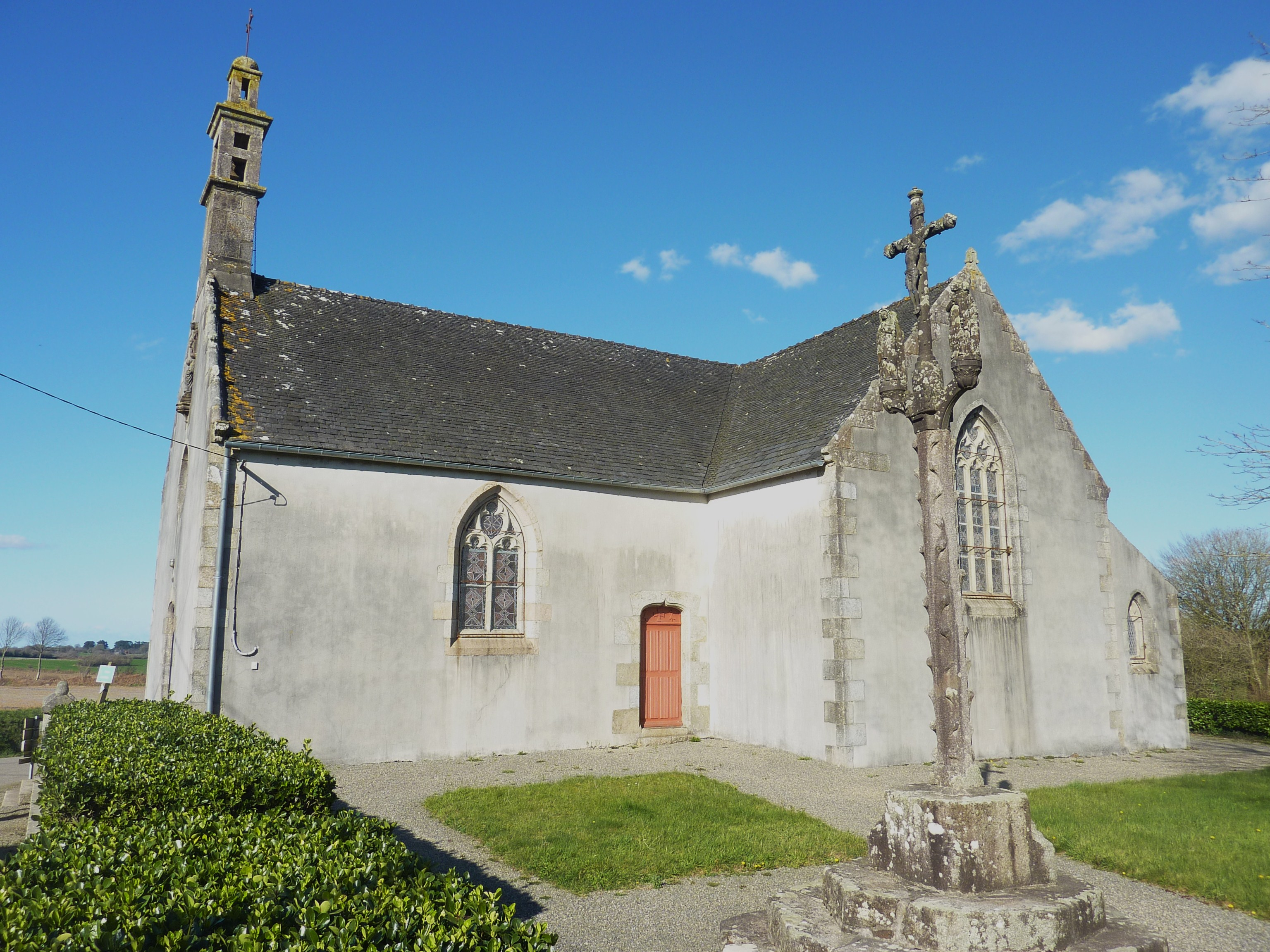
Chapelle Sainte-Brigitte et son calvaire.
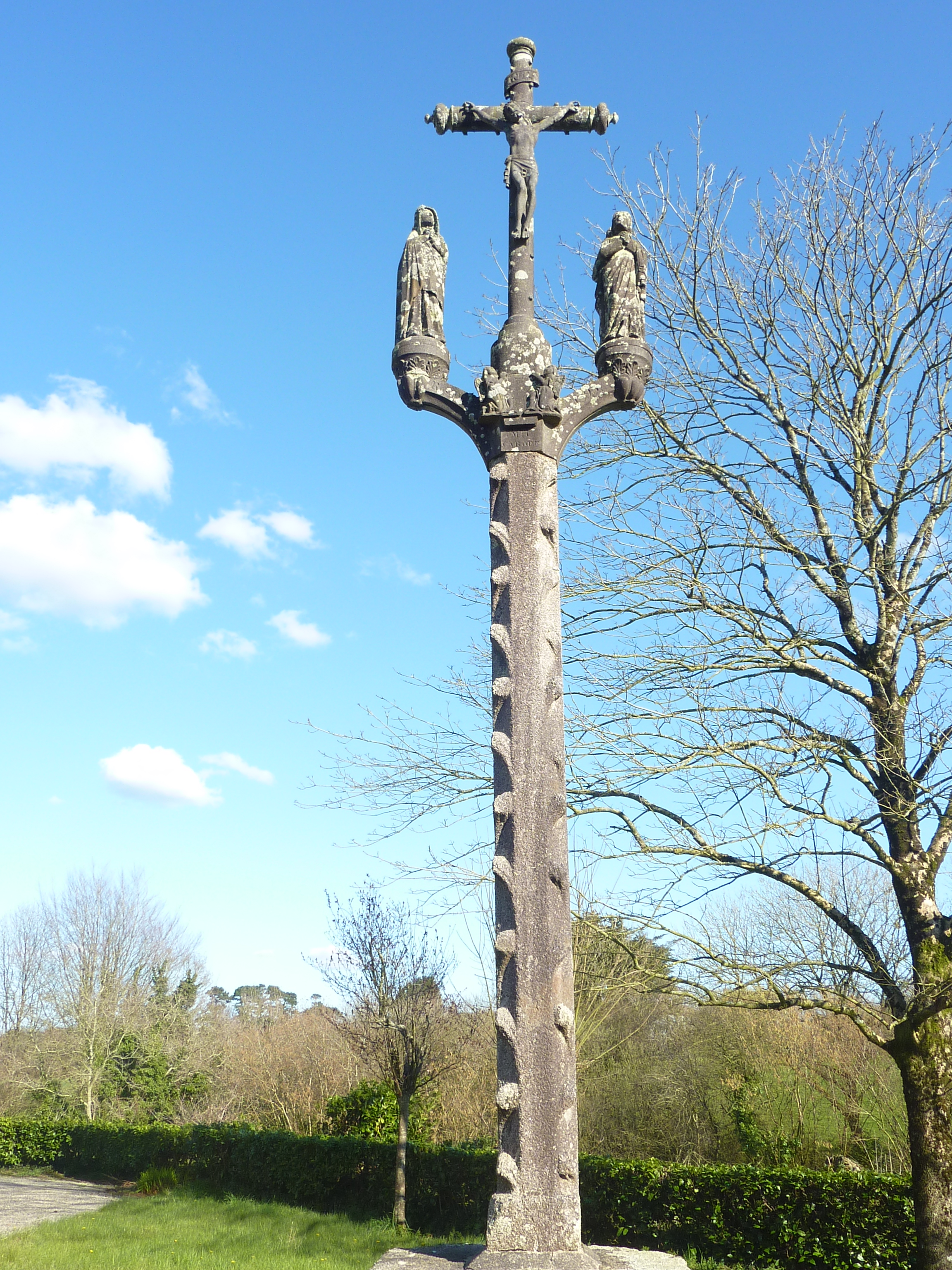
Saint-Thégonnec : le calvaire de la chapelle Sainte-Brigitte et son fut à écots.

### Autres bâtiments et lieux publics remarquables
- Ruines du château de Penhoat : le château date des XIIIe et XIVe siècles. Il est situé à la confluence de la Penzé et du ruisseau de Coatoulsac'h. Il appartint à la famille De Penhoët (voir paragraphe seigneurie de Penhoët). Le château, dont il ne reste que des pans de muraille, fut incendié pendant les guerres de la Ligue et ses fortifications abattues en 1590. L'association Mémoire de Penhoat propose des visites guidées ; la commune de Saint-Thégonnec a acquis les vestiges et effectué des travaux de maçonnerie afin de conforter l'ouvrage[17]. Il est classé Monument historique par arrêté du 21 juin 2006.
- Le château du Quélennec, autrefois rattaché à la seigneurie du même nom, datant du XVIIe siècle. Il fut entièrement remanié en 1921[55].
- Le kanndi du Fers, restauré en 1996 par l'association Saint-Thégonnec patrimoine.
- La maison de Pennavern, typique des maisons à avancées (apotheiz) du premier tiers du XVIIe siècle[56].
- La butte du Télégraphe, située entre Saint-Thégonnec et Pleyber-Christ (vestiges du télégraphe Chappe mis au point par Claude Chappe à la fin du XVIIe siècle).
- Quinze moulins, dont le moulin à eau de Lauteric, Kerincuff, Prat-Guen, Luzec, Pont-ar-Ros, du Pont…

## Jumelage
- Silverton (Royaume-Uni) depuis le 22 juin 2008, commune du Devon, de 1500 habitants.

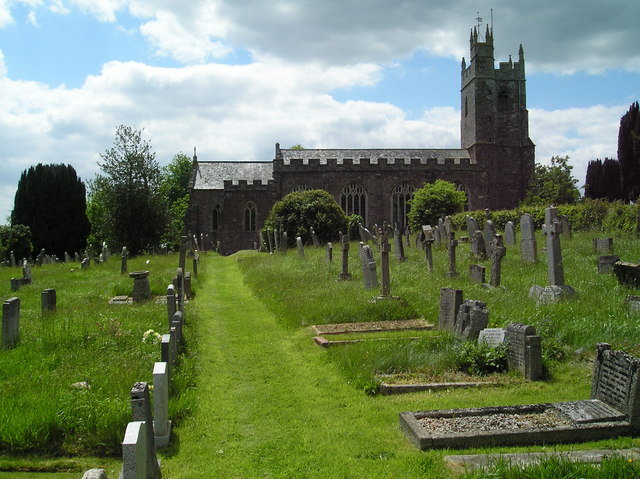
Le cimetière et l'église St. Mary.
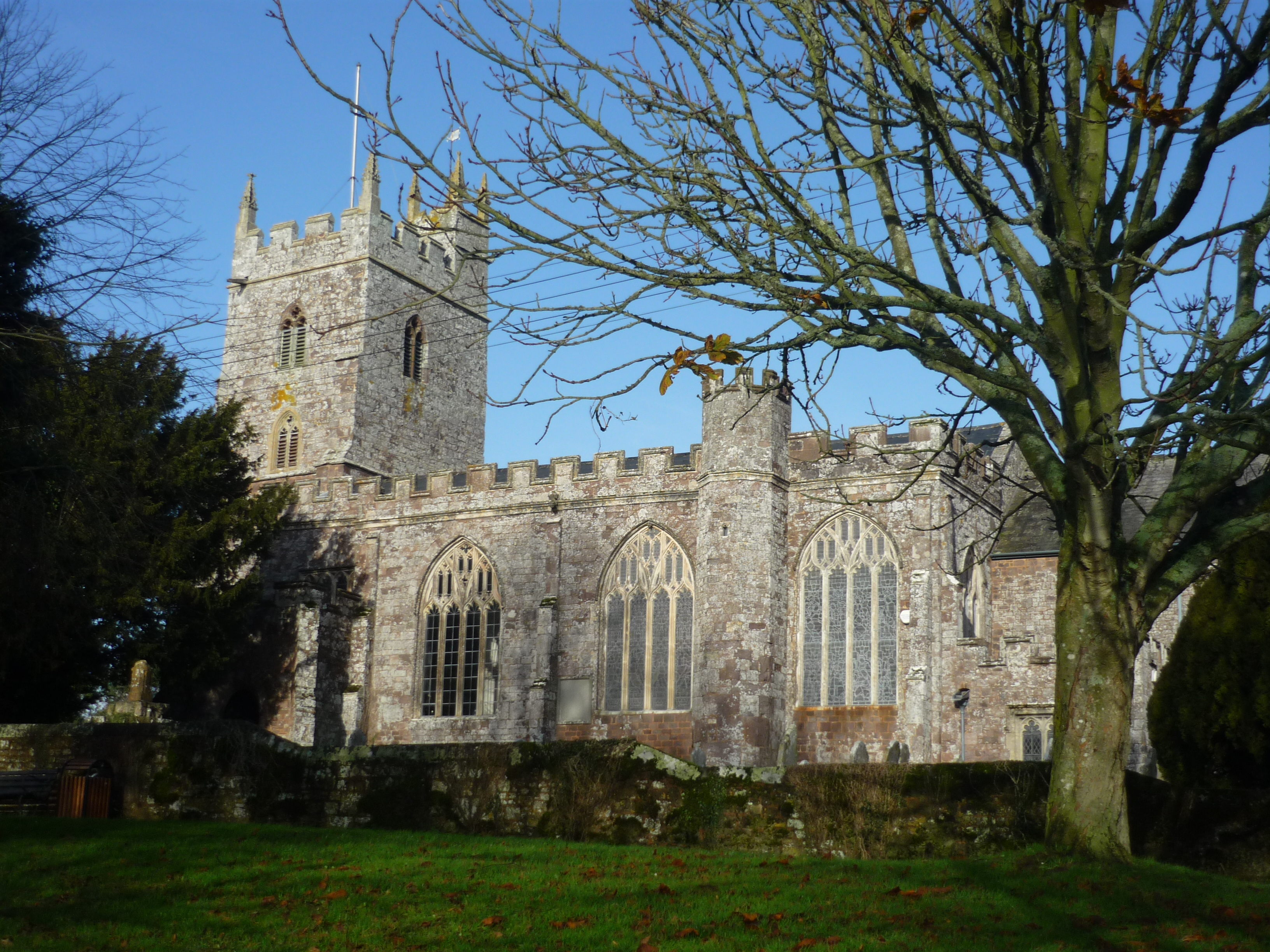
L'église paroissiale St. Mary.
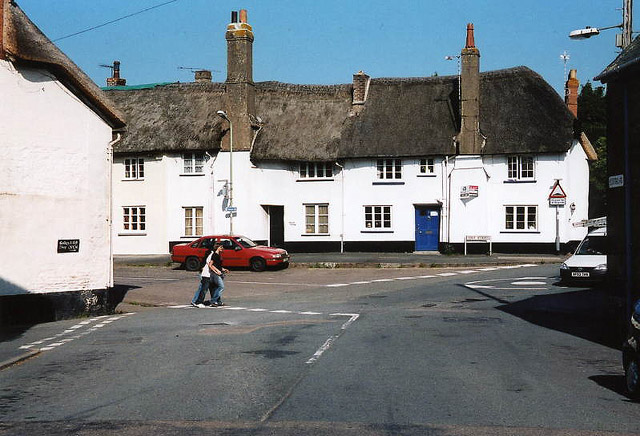
Rues de Silverton.
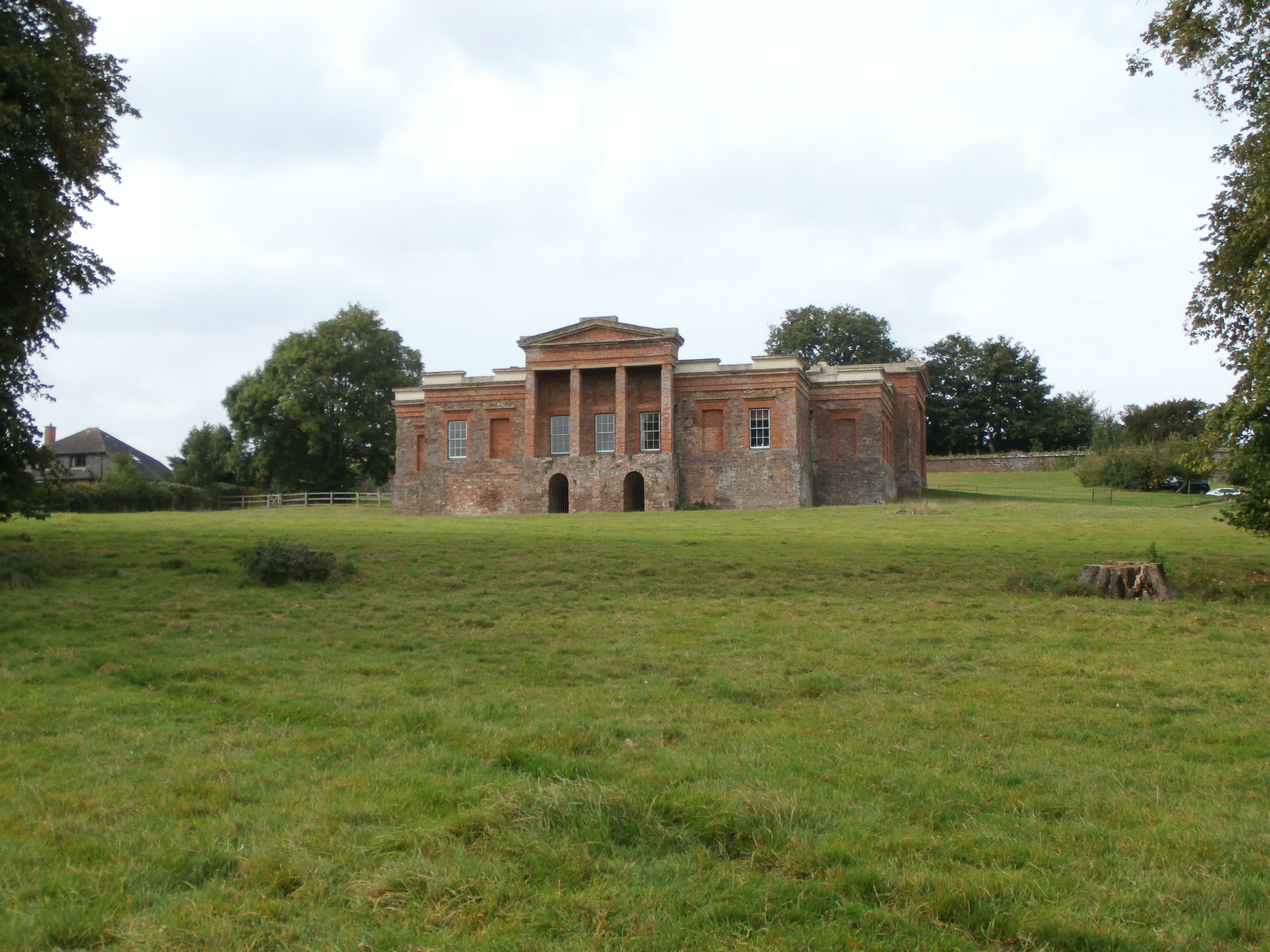
Ruines du manoir de Silverton.
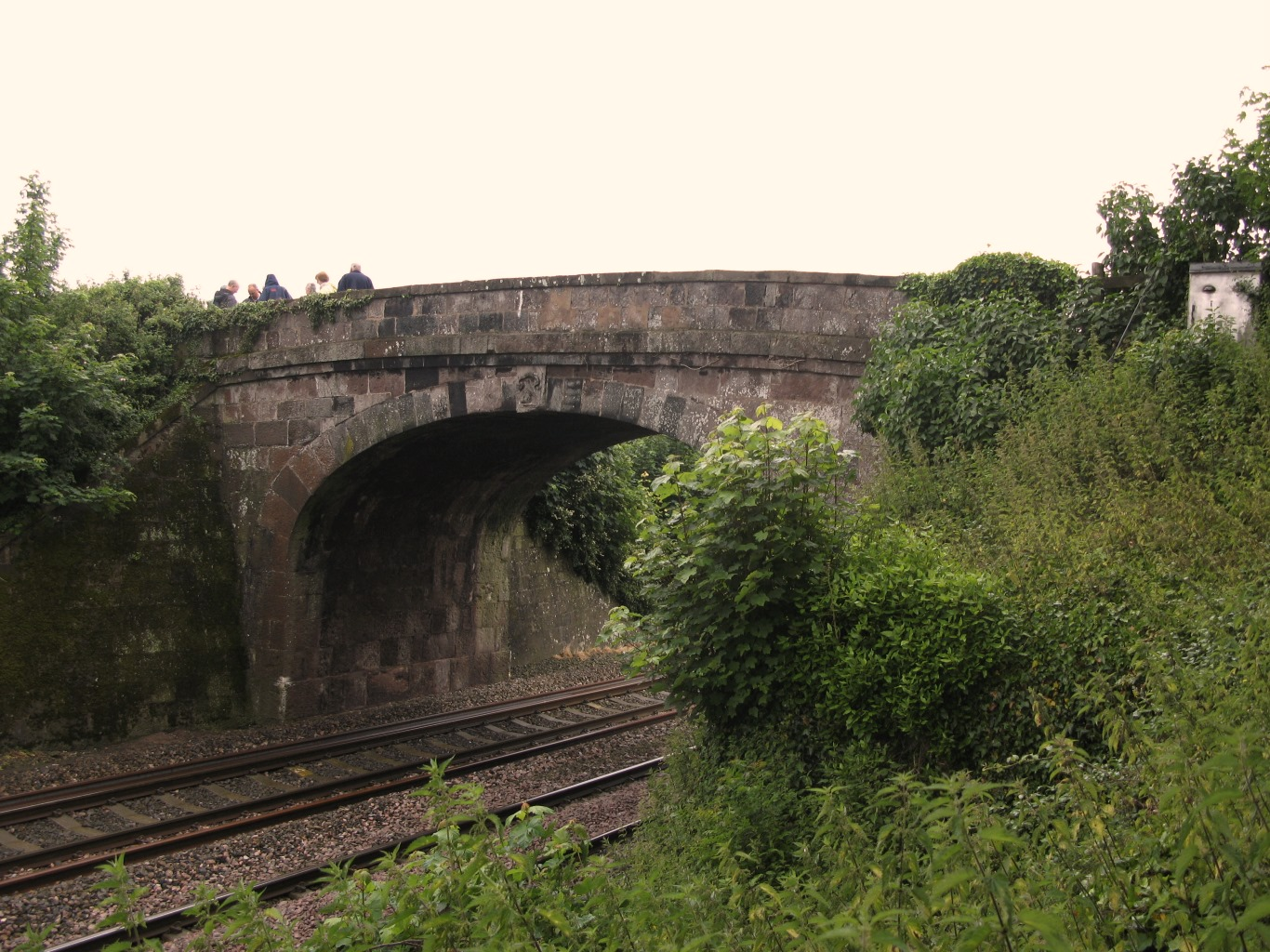
Un pont au-dessus de la ligne ferroviaire.

## Festivités
- Début mai, chaque année depuis 2002, une fête du terroir, des vins et de la gastronomie est organisée au printemps avec vins en fêtes de la vallée du Rhône.
- Début juin, depuis 1979 l'ESST organise le Tournoi du Loup, un tournoi de football pour les séniors très prisé dans la région. Le lendemain a lieu le Tournoi des Petits Loups pour les catégories jeunes.
- Début septembre, chaque année depuis 1994, à l'occasion du pardon, le second dimanche de septembre, une course relais de course à pied a lieu durant deux heures dans le bourg sur un circuit d'un kilomètre, par équipe de trois coureurs. Cet évènement est organisé par les Trotteurs de la Penzé.
- Le 31 décembre, à l'occasion du réveillon de la Saint-Sylvestre, depuis 2001, la commune accueille le Fest-noz Bloaz Nevez (d) d'Amnesty International[57].

## Sports à Saint-Thégonnec
- Football : Étoile Sportive de Saint-Thégonnec (ESST), l'équipe A évolue en DSR depuis 2014.
- Basket : Basket Club de Saint-Thégonnec, l’équipe 1 féminine évolue en Division 1.
- Course à pied : Trotteurs de la Penzé, association présente aussi sur les communes de Guiclan et Guimiliau.
- Marche à pied : Trotteurs de la Penzé.
- Tennis : Tennis Club des 2 Rives, en entente avec Guiclan.
- Badminton: Tennis Club des 2 Rives.
- Judo : Saint-Thé Judo Club.
- Cyclisme : Saint-Thégonnec Cyclo-VTT.
- Gymnastiques :
  - Gym Adultes ;
  - Gym Loisir ;
  - Gym Enfants/Motricité.
- Pétanque : Pétanqu'club de Saint-Thégonnec.
- Équitation :
  - Société hippique de Saint-Thégonnec ;
  - Kezeg Sant Tegoneg.
- Danse Bretonne : Danserien Bro Sant Tegoneg.

## Personnalités liées à la commune
- Guillaume Rioual, né le 18 décembre 1793 à Saint-Thégonnec, fils d'Olivier et Marie Renée Floch, curé de Scaër, décédé à la maison de retraite pour ecclésiastiques Saint-Joseph de Saint-Pol-de-Léon le 17 août 1843 aveugle et paralysé, est l'auteur du célèbre cantique en langue bretonne Ar Baradoz (« Le Paradis »), composé sur l'air du Sanctorum meritis[58].
- Jacques Queinnec, homme politique, député et sénateur du Finistère, né à Saint-Thégonnec en 1885
- Jakez Kerrien, prètre et écrivain de langue bretonne, né à Saint-Thégonnec en 1900
- Jules Lesven, (Julien, pour l'état civil) né le 25 avril 1904 à Saint-Thégonnec, forgeron, militant politique et résistant.
- Pierre Guichou, prètre et bibliste, né à Saint-Thégonnec le 11 novembre 1915.
- Mathias Autret, formé à l'ES Saint-Thégonnec et footballeur à l'AJ Auxerre.
- Philémon Le Guyader, éditeur, écrivain et comédien, est originaire de Saint-Thégonnec.

## Dicton
- Voici la traduction française d'un dicton traditionnel en langue bretonne concernant Saint-Thégonnec :

 À Lampaul les cornes

 À Saint-Thégonnec les bombances

 À Guimiliau les mauvaises langues

 Plounéour la pauvre

 Commana la misérable

 À Pleyber-Christ est la sagesse.